# Schloss Compiègne

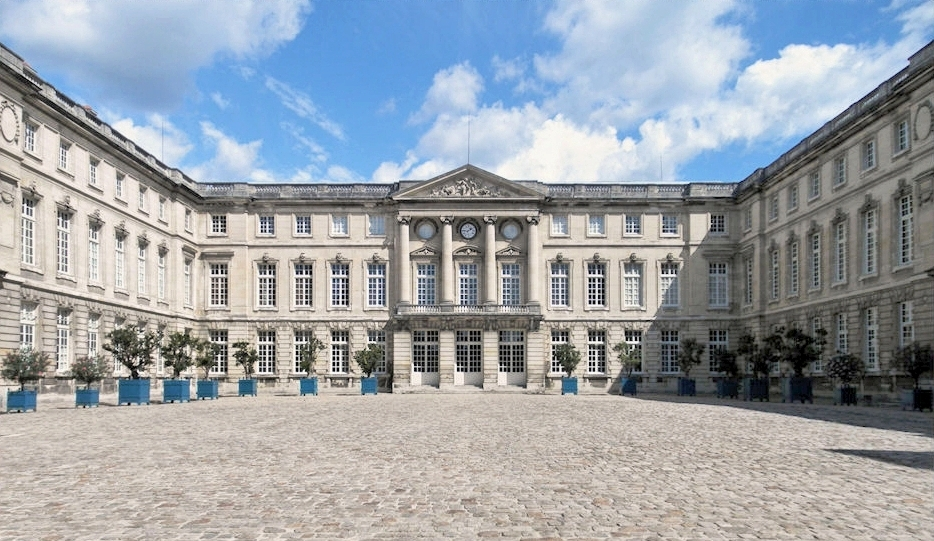
Schloss Compiègne, Ansicht vom Ehrenhof

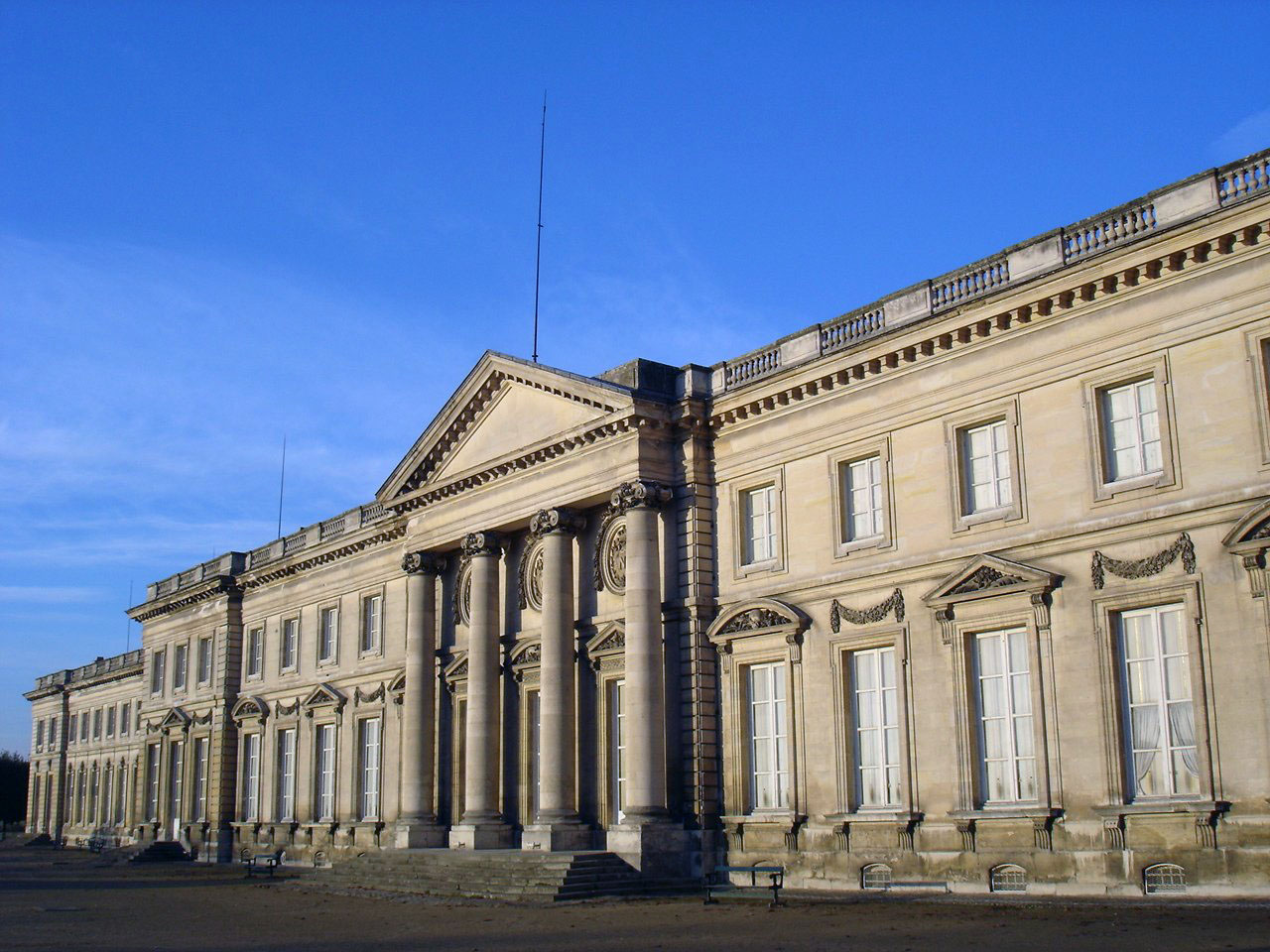
Gartenfassade des Schlosses

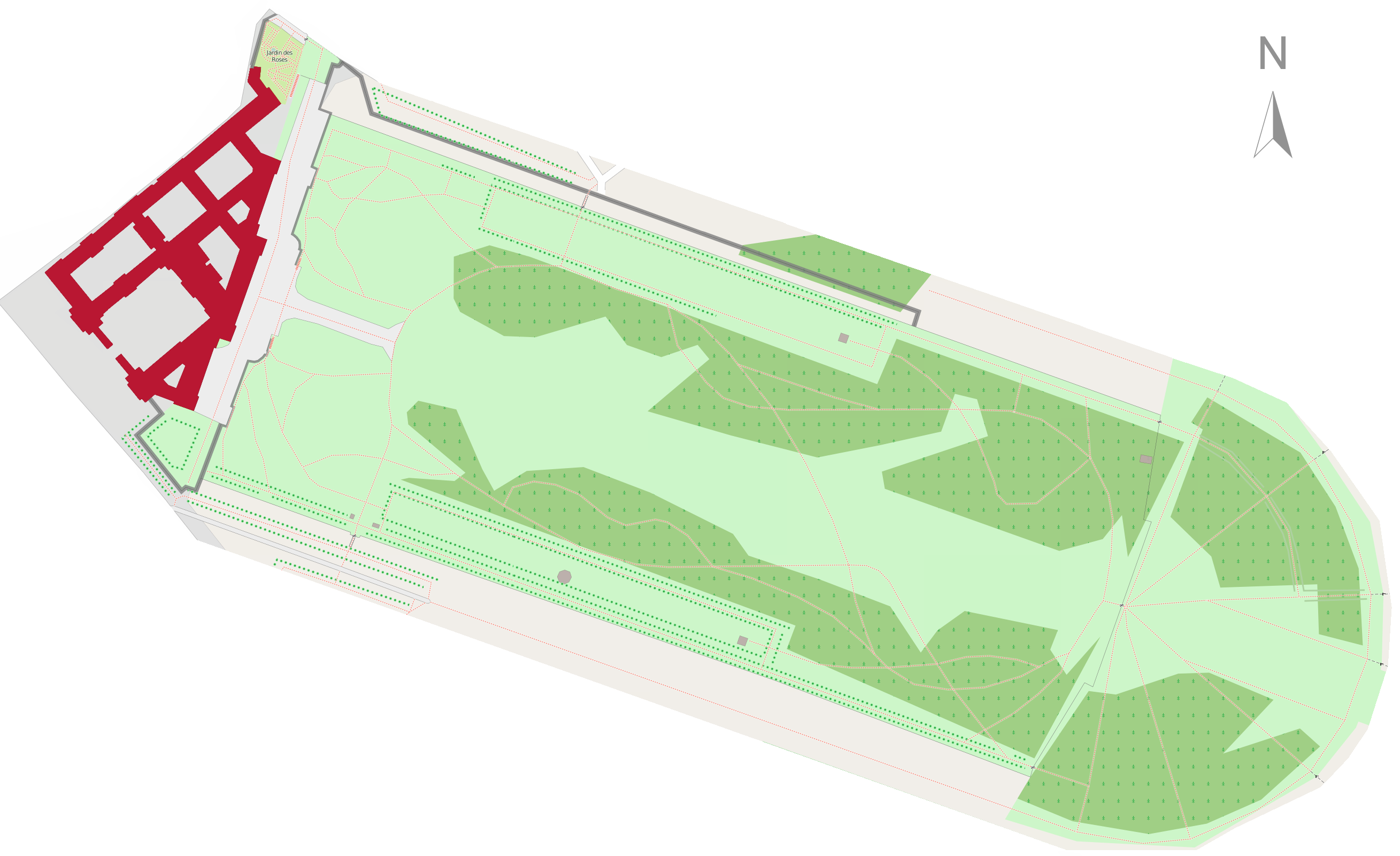
Lageplan des Schlosses und seines Parks

Das Schloss Compiègne (französisch Château de Compiègne oder auch Palais de Compiègne) ist eine klassizistische Schlossanlage in der französischen Stadt Compiègne im Département Oise in Nordfrankreich. Die weitläufige Anlage war nach Versailles und Fontainebleau die wichtigste Herrscherresidenz Frankreichs, in der sich die französischen Könige traditionell einige Tage auf dem Weg von und zu ihrer Krönung in Reims aufhielten. Der Schlosskomplex wurde am 24. Oktober 1994 als Monument historique unter Denkmalschutz gestellt.
Vom 6. bis 11. Jahrhundert waren die Vorgängerbauten der heutigen Anlage die bevorzugte Residenz der merowingischen und karolingischen Könige. Ein Neubau König Karls V. wurde bis Mitte des 18. Jahrhunderts durch das französische Königshaus in kleinen Schritten immer wieder erweitert und umgebaut, ehe Ludwig XV. eine umfassende Veränderung und Vergrößerung der Anlage in Auftrag gab. Schloss Compiègne war damit das einzige bedeutende königliche Bauwerk in der zweiten Hälfte des 18. Jahrhunderts. An ihm wurde über 40 Jahre lang gearbeitet. Mit der baulichen Entwicklung ging auch eine Namensänderung einher: Im 17. Jahrhundert noch Louvre genannt, änderte sich die Bezeichnung im 18. Jahrhundert allmählich zu Château (deutsch Schloss) und im Zweiten Kaiserreich zu Palais (deutsch Palast). Zu jener Zeit erlebte die Anlage unter Napoleon III. und seiner Frau Eugénie eine erneute Blüte, als die beiden dort während der sogenannten séries, einer Folge mehrerer einwöchiger Aufenthalte mit kulturellen und gesellschaftlichen Veranstaltungen, glanzvoll Hof hielten. Das Paar nutzte Compiègne als Herbstresidenz, in der das Hofzeremoniell nicht so steif wie im Tuilerienpalast oder in Saint Cloud war. Kaiserin Eugénies Herz hing derart stark an diesem Schloss, dass sie später im englischen Exil einen Teil ihrer dortigen Residenz Farnborough Hill in Compiègne umtaufte.
Die historischen Appartements der Schlossanlage können heute entgeltlich besichtigt werden, darunter das Prinzliche Doppelappartement und das Appartement des Königs von Rom sowie die Appartements des Kaisers und der Kaiserin. Sie sind die am besten erhaltenen Empire-Ensembles (sowohl Erstes als auch Zweites Empire) in ganz Frankreich. Daneben beherbergt die Anlage drei verschiedene Museen. Der 20 Hektar große Schlosspark ist täglich für Besucher geöffnet. Dort ist der Eintritt frei.

## Geschichte

### Die Anfänge und Vorgängerbauten
Compiègne fand in den von Gregor von Tours im 6. Jahrhundert verfassten Zehn Bücher Geschichten (Decem libri historiarum) als compendium villam erstmals Erwähnung. Eine erste Residenz der westfränkischen Könige in Compiègne ist durch zahlreiche Urkunden bekannt. Sie stammte vielleicht schon aus der Zeit Chlodwigs I. und war vermutlich aus Holz erbaut. Chlothar I. starb 561 in dieser villa regia in Compiègne. Im Laufe des 7. Jahrhunderts gewann die mehrheitlich als Jagdhaus genutzte villa immer mehr an Bedeutung und wuchs zu einer königlichen Pfalz heran, die in den Quellen Compendium palatium genannt wurde. Dagobert I. bewahrte dort seinen Königsschatz auf, den seine Söhne im Jahr 639 unter sich aufteilten. Allerdings konnte der Standort dieser Pfalz, bei der es sich nicht um einen Palast, sondern mehr um eine Art Landhaus gehandelt hat, bisher nicht lokalisiert werden. Unter den Karolingern war Compiègne ein Zentrum ihrer Herrschaft und diplomatischer Mittelpunkt des westlichen Frankenreichs. So ist zum Beispiel für das Jahr 757 der Empfang einer Gesandtschaft des byzantinischen Kaisers Konstantin V. belegt.

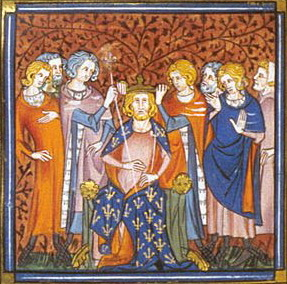
Ludwig II. wurde in Compiègne gekrönt; Buchmalerei aus den Lateinischen Chroniken von Saint-Denis, 14. Jahrhundert

Am 5. Mai 877 stiftete Karl der Kahle in Compiègne die Abtei Notre-Dame (später Saint-Corneille), deren Klosterkirche zugleich als königliche Kapelle diente. Zudem ließ er am Ufer der Oise eine neue Königsresidenz errichten, die sich am Vorbild der Aachener Pfalz seines Großvaters Karls des Großen orientierte und seine Lieblingsresidenz wurde. 877 wurde Ludwig II. in der Klosterkirche zum König der Westfranken gekrönt. Er starb nur zwei Jahre später in Compiègne und wurde in der Abtei begraben. Ähnliches gilt für den letzten Karolinger auf dem französischen Thron: Auch Ludwig V. wurde in der Klosterkirche in Compiègne gekrönt und nach seinem Tod 987 dort bestattet. 888 fand dort zudem die Königskrönung Odos statt.
Zu Beginn des 10. Jahrhunderts wurden Teile der Burg und des Klosters bei normannischen Überfällen zerstört. Die Schäden ließ Karl III. in der Folgezeit beheben. Erneute Zerstörungen mussten die Abtei und die Königsresidenz durch einen Vergeltungsschlag des römisch-deutschen Kaisers Otto II. im Jahr 978 hinnehmen. Dieser ließ Compiègne angreifen und in Brand stecken, nachdem König Lothar im Sommer des Jahres Aachen hatte überfallen lassen. Nach dem Tod Ludwigs V. bestiegen die Kapetinger den französischen Thron und hielten Compiègne die Treue. Philipp August, der in der dortigen Klosterkirche getauft worden war, ließ die Befestigungen der Stadt erweitern und verstärken sowie einen runden Donjon errichten, um die Brücke über die Oise zu kontrollieren. Die Ruine dieses mächtigen Rundturms steht an der heutigen rue de Jeanne d’Arc und wird Beauregard-Turm (französisch tour de Beauregard) oder auch tour de Jeanne d’Arc genannt. Ab 1300 hielt Philipp der Schöne den flandrischen Grafen Guido I. in dem Donjon gefangen. Guido starb dort 1305, weil er sich weigerte, das enorm hohe Lösegeld zu zahlen.
Ludwig der Heilige machte nach seiner Krönung in Reims im November 1226 Station in Compiègne und begründete damit eine Tradition, die noch viele Jahrhunderte lang durch die französischen Monarchen fortgeführt wurde. Zu Ludwigs Zeiten war die alte Karolingerresidenz bereits völlig verschwunden. Sie war 1150 in den Besitz der Benediktiner von Saint-Denis gekommen, welche die vorherige Kongregation von Saint-Corneille abgelöst und an der Stelle ein Hôtel-Dieu errichtet hatten. Ludwig ließ den Beauregard-Turm teilweise schleifen und niederlegen und schenkte ihn 1260 schließlich dem Dominikanerorden für die Gründung eines eigenen Klosters. Die Könige kamen nun immer häufiger nur noch zur Jagd nach Compiègne und wohnten während ihrer Aufenthalte in einer kleinen Jagdresidenz außerhalb der Stadt am Rande des Waldes. Das Royallieu genannte Gebäude besaß eine eigene Kapelle, welche die Wiege für eine spätere Abtei gleichen Namens war und einem heutigen Stadtteil von Compiègne den Namen gab. Der Jagdsitz war ein schlichter Bau und nicht groß genug, um dort große Versammlungen abhalten zu können, deshalb nutzte Ludwig IX. für solche Zwecke die Abtei Saint-Corneille.

### Mittelalterlicher Neubau am heutigen Standort

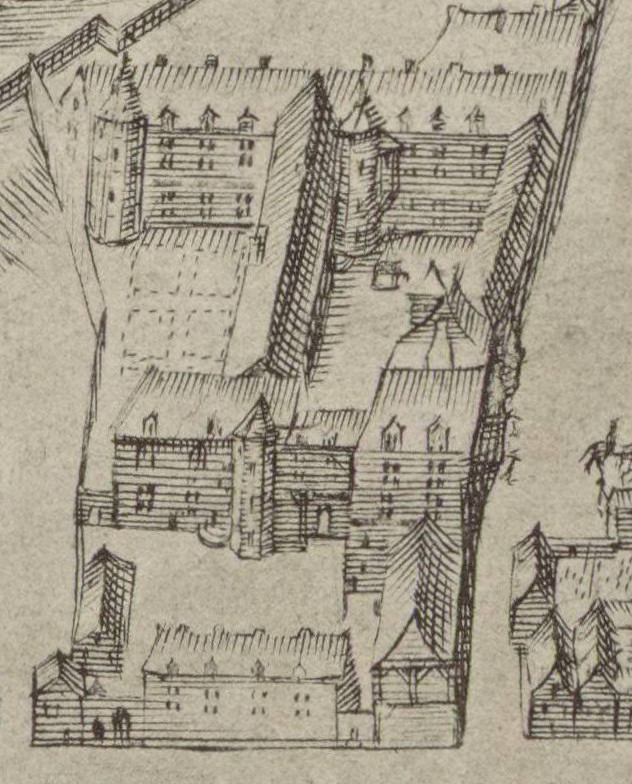
Die Königsresidenz im 17. Jahrhundert, Ausschnitt aus einem Stadtplan Compiègnes von Gérard I. Jollain

Ludwig XIV. mit Madame de Maintenon beim Lager von Compiègne im September 1698; Stich aus dem Almanach royal

Royallieu war für eine angemessene Hofhaltung des Königs nicht nur zu klein, sondern auch zu unsicher, weil es außerhalb der schützenden Stadtmauern lag. Karl V. entschloss sich deshalb dazu, eine neue, größere Residenz in Compiègne zu errichten. Zu diesem Zweck kaufte er 1374 von der Abtei Saint-Corneille ein Grundstück im nordöstlichen Bereich der Stadt und gab den Befehl, nicht nur die Stadtmauern weiter zu verstärken, sondern auch auf dem erworbenen Land einen Neubau zu errichten. Dieser war beim Tod Karls im Jahr 1380 nicht vollständig fertig und stand dort, wo sich auch das heutige Schloss befindet. Es handelte sich um eine Anlage, deren vier unregelmäßig angeordnete Flügel einen Innenhof umschlossen. Die schlichten Bauten nahmen ungefähr jenen Platz ein, der heute durch den Ehrenhof belegt wird. 1382 versammelte Karls Sohn Karl VI. dort die Generalstände. 1406 fand in der königlichen Residenz die Hochzeit der Prinzessin Isabella, Witwe des englischen Königs Richard II., und ihres Cousins Karl, dem späteren Herzog von Orléans, statt. Im gleichen Jahr wurde dort auch die Verlobung von Isabellas jüngerem Bruder Johann mit Jakobäa von Bayern gefeiert. Während der Auseinandersetzungen zwischen den Bourguignons und den Armagnacs wurde die Anlage stark beschädigt, aber wieder aufgebaut. Das gleiche Schicksal ereilte sie auch im Hundertjährigen Krieg: Innerhalb von 16 Jahren wurden Stadt und Residenz viermal von englischen Soldaten erobert und genauso oft von französischen Truppen zurückerobert. Ohne Schäden ging dies nicht einher.
Im Großen und Ganzen behielt die Louvre (von französisch l’œuvre, deutsch: das Werk) genannte Residenz bis in das 17. Jahrhundert ihre mittelalterliche Form. Die französischen Könige der Renaissance fügten zwar einige Erweiterungen hinzu, aber diese änderten das Aussehen nur wenig. So ließ zum Beispiel Franz I., der oft zur Jagd nach Compiègne kam, das damalige Hauptportal mitsamt zwei Flankierungstürmen bauen und etwa in der Mitte des heute cour de la Régie genannten Hofs ein Ballhaus errichten. Unter Karl IX. wurde mit dem etwa 6 Hektar großen Garten des Königs (französisch jardin du Roi) der Grundstein für den heutigen Schlosspark gelegt, doch die Gebäude veränderte auch dieser König nicht. Heinrich III. rief in Compiègne 1576 noch einmal die Generalstände zusammen, danach verfiel die meist ungenutzte Königsresidenz allmählich und war bald nicht mehr bewohnbar. Heinrich IV. ließ deshalb 1598 einige Reparaturen durchführen. Ludwig XIII. verbannte im Februar 1631 seine Mutter Maria de’ Medici nach dem Journée des dupes vom Hof und stellte sie in Compiègne unter Hausarrest, von wo ihr am Abend des 18. Juli die Flucht nach Brüssel gelang. Anlässlich seines letzten Besuchs in Compiègne gab Ludwig XIII. im Oktober 1641 die Order, „das Schloss zu reparieren und in einen guten Zustand zu versetzen“ („faire réparer le chasteau et le mettre en bon ordre“). Vermutlich wurde dieser Befehl nach seinem Tod unter seiner Witwe Anna von Österreich als Vormund des jungen Ludwig XIV. ausgeführt, denn ab 1646 erfolgten größere Umbauten im Inneren der Residenz, deren Arbeiten ab 1650 intensiviert und gegen 1655 beendet waren. Während der Fronde flüchtete Anna von Österreich mit ihrem Sohn und Kardinal Mazarin aus Paris und bezog ab August 1652 in Compiègne Quartier. Mazarin wählte die Residenz auch als Ort der Heirat seiner Nichte Laura Martinozzi mit Alfonso IV. d’Este, dem Herzog von Modena, im Mai 1655.
Ludwig XIV. kam während seiner Regierungszeit regelmäßig nach Compiègne, um im nahe gelegenen Wald seiner Leidenschaft für die Jagd nachzugehen. Insgesamt sind 65 Aufenthalte des Sonnenkönigs überliefert. Ab 1666 weilte er jedoch nicht nur zum Jagen dort, sondern hielt die sogenannten Lager von Compiègne (französisch camps de Compiègne), groß angelegte militärische Übungen, im Umfeld der Stadt ab. Eines dieser Manöver fand vom 28. August bis zum 22. September 1698 statt und wurde durch die Beteiligung von rund 60.000 Soldaten geradezu legendär. Einhergehend mit den militärischen Operationen fanden in der Zeit der Übungen prunkvolle Feste in Compiègne statt. Trotz seiner häufigen Aufenthalte hegte Ludwig XIV. keine sonderliche Vorliebe für den Ort, sondern sagte einmal: „In Versailles logiere ich wie ein König, in Fontainebleau wie ein Fürst, in Compiègne wie ein Bauer“ (französisch „Je suis logé à Versailles en roi, à Fontainebleau en prince, à Compiègne en paysan“). Er ließ auch nur marginale Arbeiten an der Residenz durchführen, zu denen der Bau einer Ehrentreppe zählte. Ansonsten beschränkte er die Ausgaben für Compiègne auf die Kosten für kleinere Unterhaltungsarbeiten, jedoch entstanden in der Stadt zahlreiche neue Häuser und Hôtel particuliers, um den großen Hofstaat und die vielen politischen Berater während der Lager von Compiègne beherbergen zu können. Nach dem großen Militärlager von 1698 war die Residenz zehn Jahre lang ungenutzt und stand leer. Erst im Oktober 1708 sah sie mit dem bayerischen Kurfürsten Maximilian II. Emanuel einen neuen Bewohner, der nach der verlorenen Schlacht von Höchstädt vor den Siegern fliehen musste. Er fand in Compiègne in dem einstigen Appartement der Königin für mehr als sechs Jahre Asyl, ehe es ihm der Friede von Baden erlaubte, im März 1715 nach Bayern zurückzukehren.

### Umgestaltung und Erweiterung zum klassizistischen Schloss

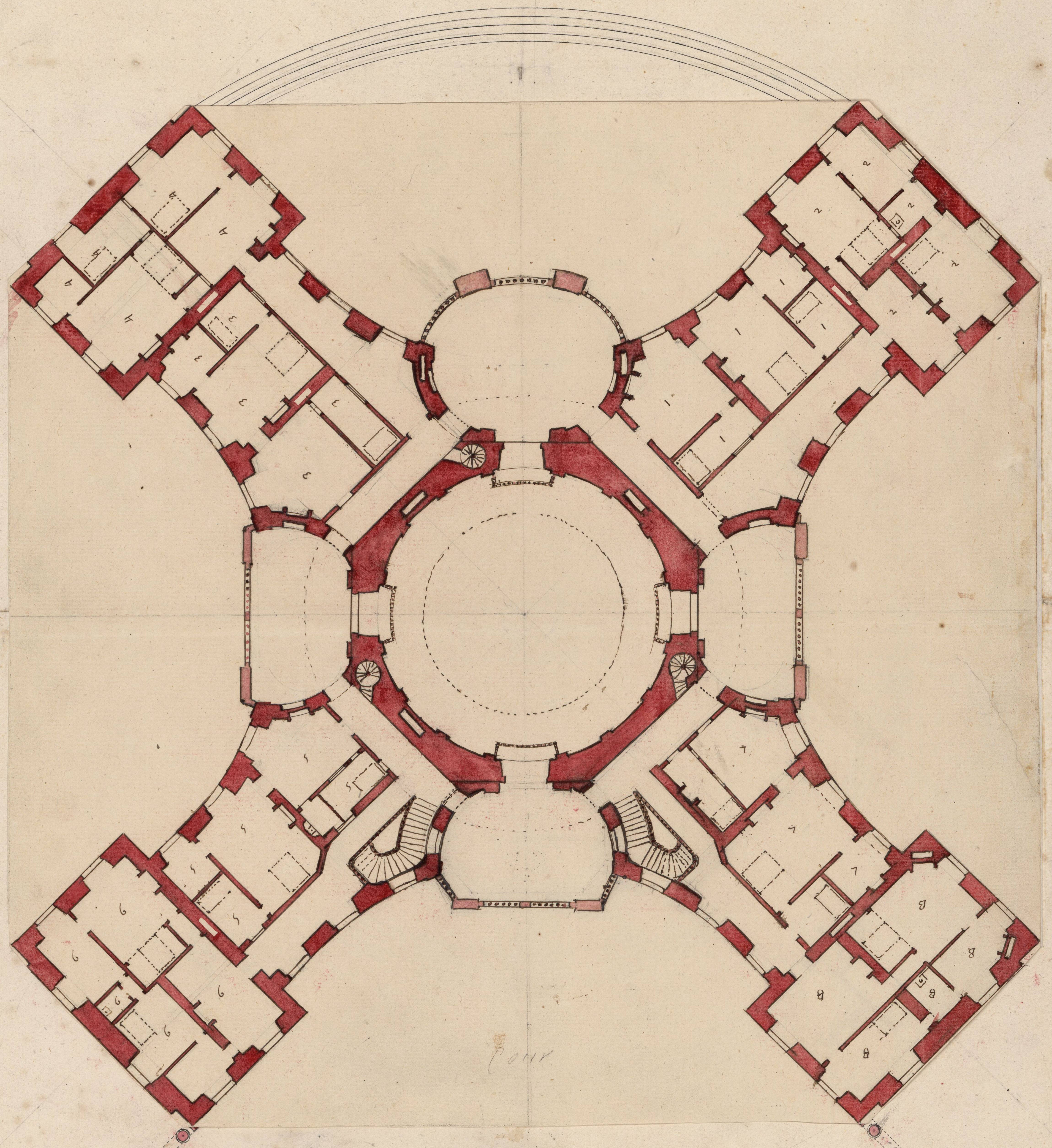
Robert des Cottes Entwurf für einen Neubau

13 weitere Jahre lang war die Anlage ungenutzt, ehe 1728 Ludwig XV. erstmals nach Compiègne kam. Wie sein Großvater war er ein leidenschaftlicher Jäger, und weil es ihm dort so ausnehmend gut gefiel, hielt er sich fortan alljährlich für ein bis zwei Sommermonate zur Jagd in Compiègne auf. Ludwigs Frau Maria Leszczyńska teilte die Liebe ihres Mannes für die Anlage, sie war auch ihre bevorzugte Residenz. Die im Kern immer noch mittelalterlichen Gebäude waren aber gänzlich unmodern und unkomfortabel, deshalb beauftragte Ludwig XV. Robert de Cotte im Jahr 1729 mit Entwürfen für einen Neubau. De Cottes Pläne sahen ein Schloss vor, das einen Grundriss in der Form eines Andreaskreuzes besaß und damit Ähnlichkeit zum Schloss Stupinigi in Turin aufwies, doch der Vorschlag wurde niemals realisiert. Stattdessen ließ Ludwig XV. ab 1733 erst einmal einige Renovierungen im Inneren der bestehenden Anlage unter der Führung von Nicholas d’Orbay vornehmen und gab de Cottes Nachfolger als erster Architekt des Königs (französisch premier architecte du Roi), Jacques V. Gabriel, den Auftrag, einen zweiten Entwurf für einen Neubau vorzulegen. Gabriel plante außerhalb der Stadt ein großes, neues Schloss am Rande des Waldes, dessen Bau mit rund vier Millionen Livres veranschlagt wurde. Es scheint, als sei dem König diese exorbitante Summe zu hoch gewesen, und er lehnte den Plan 1740 aus Kostengründen ab.

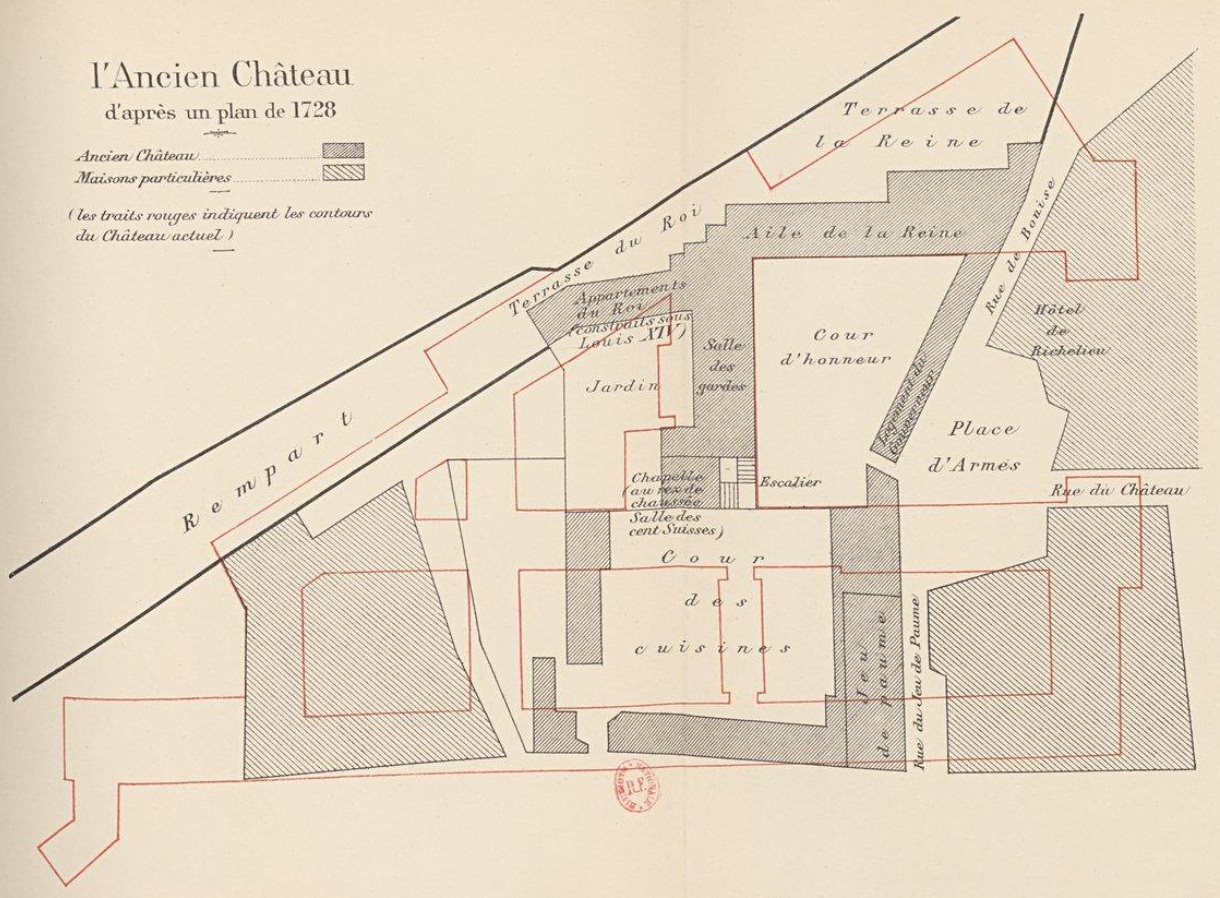
Schlossplan von 1728, rot eingezeichnet die Umrisse des 1751–1788 ausgeführten Neubaus

Noch während Gabriel mit den Entwürfen für einen vollständigen Neubau beschäftigt war, begannen ab 1736 Erweiterungen an der bestehenden Residenz, die auch auf seinen Plänen basierten. Die Bauaufsicht über die 2000 dafür beschäftigten Arbeiter lag einmal mehr bei Nicholas d’Orbay. Bis 1740 entstanden die Gebäude rund um den Orangeriehof (einschließlich eines sich nördlich daran anschließenden neuen Ballhauses) und derjenige Gebäudeflügel, in dem sich heute die Ballgalerie befindet. Außerdem wurde das Appartement des Königs vergrößert. Die Kosten für diese Maßnahmen beliefen sich auf 300.000 Livres. Mit weiteren 1,2 Millionen Livres schlugen noch einmal die Neubauten für Ludwigs Minister und den Verwaltungsstab in der Nähe des Schlosses zu Buche. 1738 wurde zudem mit dem Bau der Großen Pferdeställe (französisch grands écuries) südlich der Residenz begonnen. Trotzdem blieb die Anlage zu klein, um eine angemessene Hofhaltung zu erlauben, weshalb der König nach 1740 wieder diverse Vorschläge erarbeiten ließ, um der Platznot in Compiègne endgültig ein Ende zu bereiten, doch nicht einer davon wurde umgesetzt. So wurde die Residenz zunächst weiter in kleinen Schritten nach anfallendem Bedarf geändert. 1745 gab der König den Auftrag für einen weiteren Ausbau, um zwei neue Appartements zu schaffen, die für seinen Sohn, den Dauphin Louis Ferdinand, und dessen erste Frau Maria Theresia Rafaela von Spanien bestimmt waren. Die Arbeiten dazu waren 1747 beendet. Erst im Oktober 1751 fand der König an einem Entwurf Ange-Jacques Gabriels, der seinen Vater Jacques V. nach dessen Tod 1742 als ersten Architekten des Königs ersetzt hatte, Gefallen. Das Projekt im Stil des klassizistischen Barocks orientierte sich im Wesentlichen an dem Dreiecksgrundriss der bestehenden, spätmittelalterlichen Anlage. Die Arbeiten zur Umsetzung des Plans begannen noch im November des gleichen Jahres. Sie schritten aber nur sehr langsam voran, weil das Schloss weiterhin für die häufigen königlichen Jagdgesellschaften genutzt wurde und diese Aufenthalte durch die Bauarbeiten nicht beeinträchtigt werden durften. Bis 1755 wurde die erste Hälfte des heutigen Marschallsflügels als Appartements für Ludwigs Töchter errichtet, die Gartenfassade des Appartements des Dauphins und seiner zweiten Frau Maria Josepha von Sachsen fertiggestellt und ein Flügel am Orangeriehof um eine Etage aufgestockt, um dort ein Appartement für Ludwigs Mätresse Madame de Pompadour einzurichten. Durch Ausbruch des Siebenjährigen Krieges verlangsamte sich der Umbau und kam 1757 vollends zum Erliegen. Erst nach Ende des Krieges 1763 wurden die Bauarbeiten wieder aufgenommen und einer der beiden Pavillons an der Südseite des Schlosses vollendet. Bis 1770 kam die Fertigstellung des westlichen Teils des Südflügels am heutigen Place d'Armes hinzu. In jenem Jahr arrangierte Ludwig XV. am 14. Mai das erste Zusammentreffen des französischen Thronfolgers Ludwig XVI. mit seiner frisch angetrauten österreichischen Braut Marie-Antoinette im Schloss.

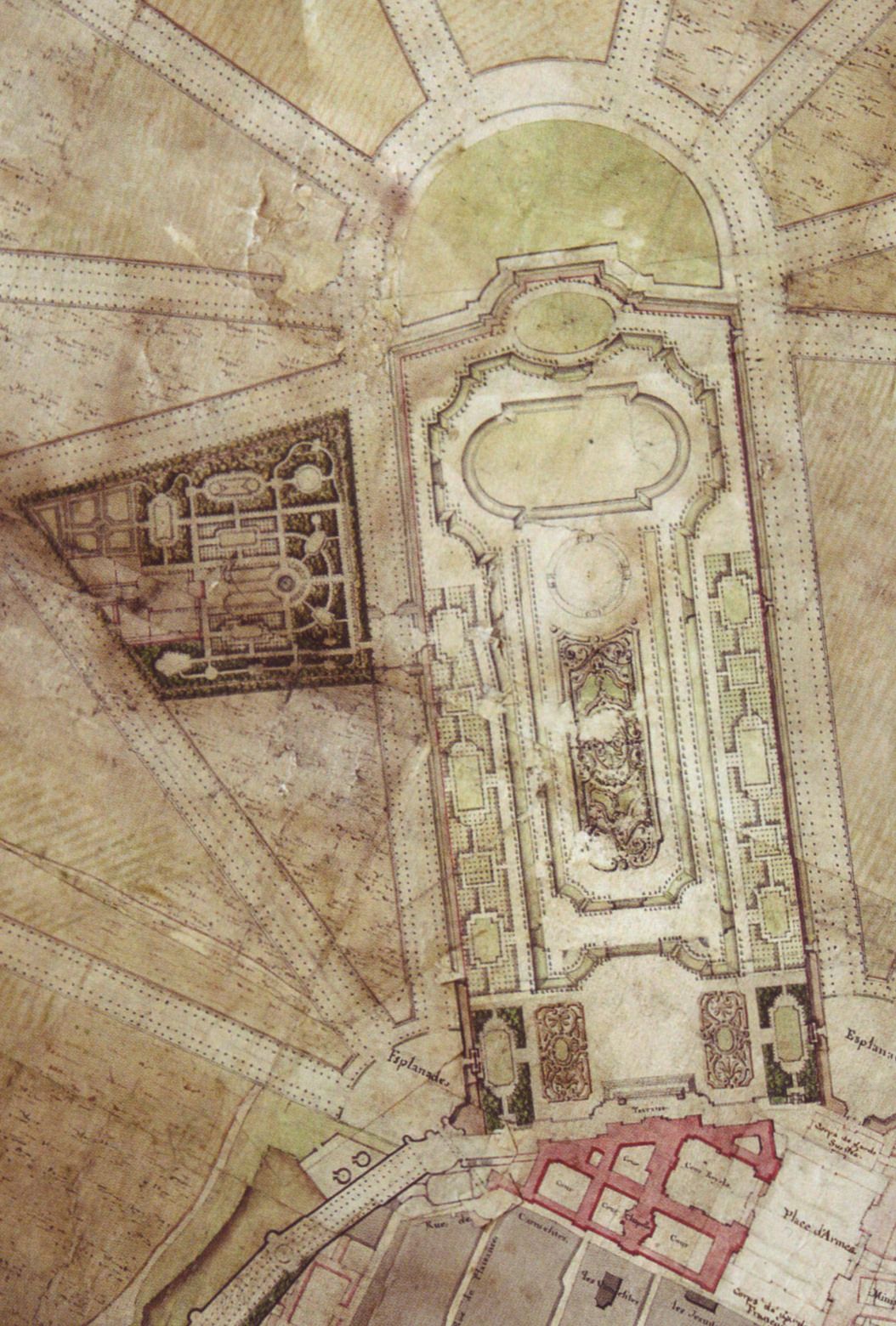
Ange-Jacques Gabriels Plan von 1751 für den nur teilweise angelegten Barockgarten

Beim Tod des Königs im Jahr 1774 waren die Um- und Ausbaumaßnahmen in Compiègne noch lange nicht abgeschlossen. Ludwig XVI. ließ die unter seinem Großvater begonnenen Arbeiten nach den Originalplänen weiter fortführen, auch als Ange-Jacques Gabriel 1775 aus gesundheitlichen Gründen sein Amt aufgab. Die Oberaufsicht über die Baustelle lag danach eine geraumer Zeit bei Jérôme Charles Bellicard, einem Mitarbeiter der Bâtiments du Roi, der diese Position auch schon einige Jahre vor Gabriels Weggang als dessen Vertretung ausgefüllt hatte. 1776 wurde er durch Gabriels Schüler und Kompagnon Louis Le Dreux de la Châtre ersetzt. Dieser führte die Arbeiten unter Berücksichtigung der Pläne seines Lehrers weiter fort und ergänzte sie durch korrespondierende Details, sodass Schloss Compiègne trotz seiner Entstehungszeit im Rokoko von außen einen nüchternen Eindruck macht und die Innenräume im Louis-quinze-Stil anstatt im Stil des Louis-seize eingerichtet waren. Bis 1780 entstand südlich des Appartements des Königs ein neuer Flügel mit Blick auf den Garten, dessen Innenausbau 1784 beendet war. Marie-Antoinette wählte diesen als neues Domizil, weshalb er nachfolgend Flügel der Königin (französisch aile de la Reine) genannt wurde. Zeitgleich wurde der Südost-Flügel am Ehrenhof umgestaltet und mit dem Flügel der Königin durch einen dritten Trakt samt Pavillon verbunden. Bis August 1783 erfuhren auch die Räume des Appartements des Königs eine komplette Umgestaltung. Gleichzeitig wurde dieses um diverse Zimmer erweitert. Dazu wurde der Gebäudetrakt an der Nordost-Seite des sogenannten Königlichen Hofs (französisch cour royale, heute Ehrenhof genannt) in der Zeit von 1781 bis 1785 vollkommen umgestaltet und die Räume im ersten Obergeschoss dem königlichen Appartement zugeschlagen. Im Oktober 1783 begannen zudem die Arbeiten zur Niederlegung des Flügels, der den Königlichen Hof bis zu jenem Zeitpunkt an der Westseite begrenzt hatte. Durch seinen Abriss entstand der heutige Ehrenhof, der 1785 an der Südwest-Seite durch eine doppelte Kolonnade abgeschlossen wurde. Die letzte große Baumaßnahme begann schließlich 1785 mit dem Bau des sogenannten Küchenflügels (französisch aile des Cuisines) an der Nordwest-Seite der Anlage, der neben der Küche sämtliche Wirtschaftsräume des Schlosses aufnehmen sollte. Sein Rohbau war schon im darauffolgenden Jahr fertiggestellt. Die wichtigsten Bauarbeiten der Neugestaltung waren bis 1788 abgeschlossen. Innenausbau, Dekorationsarbeiten und Möblierung dauerten aber noch bis 1792. Ange-Jacques Gabriel hatte in seinen Entwürfen auch noch den Neubau einer Kapelle und die Umgestaltung des Platzes südliches des Schlosses vorgesehen, doch diese Pläne wurden nie verwirklicht. Auch die Anlage des von ihm geplanten französischen Gartens blieb wegen finanzieller Schwierigkeiten in den Kinderschuhen stecken.

### Erste Republik und napoleonische Zeit

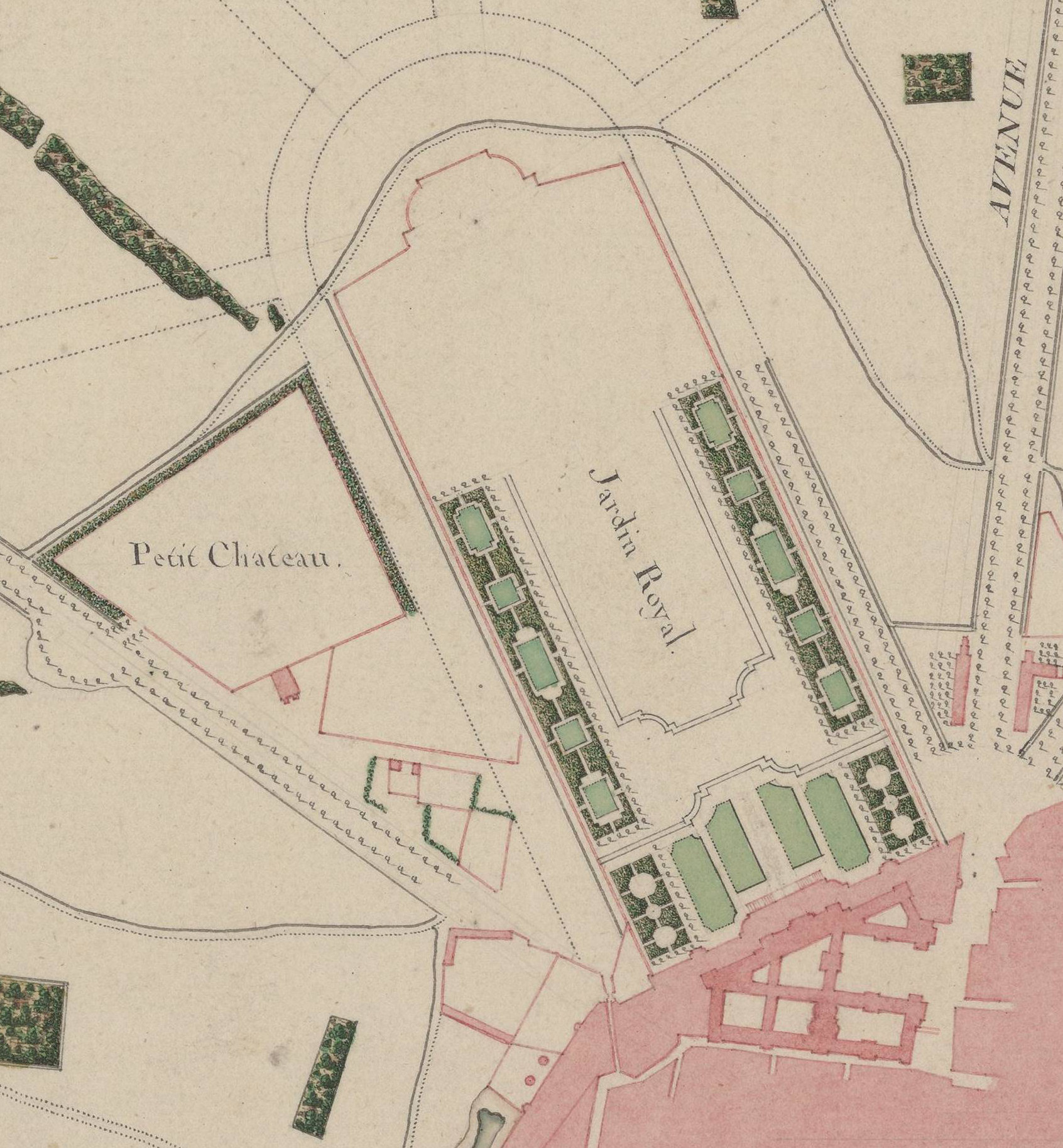
Plan des Schlosses und seines Gartens vor den Veränderungen unter Napoleon Bonaparte

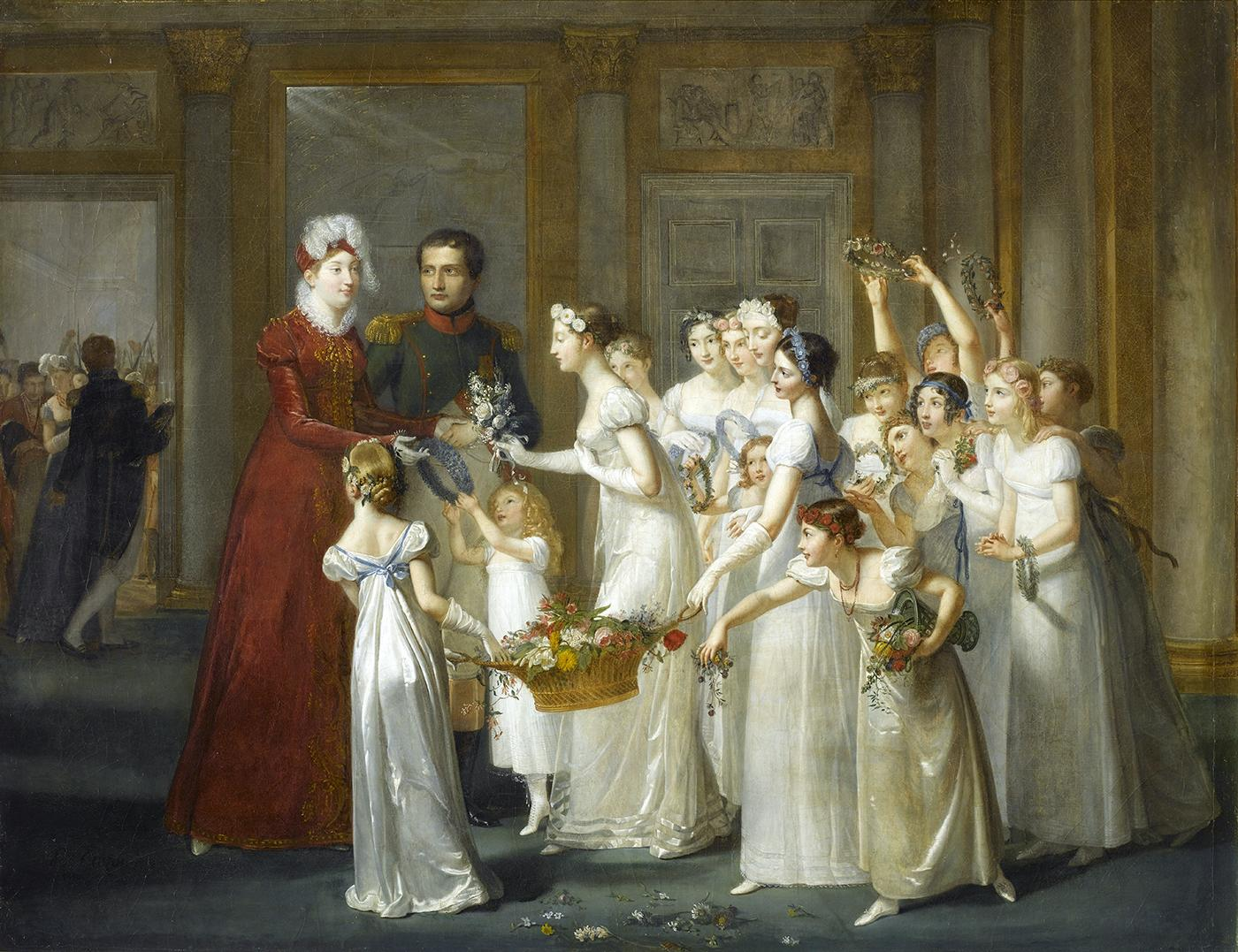
Ankunft Marie-Louises von Österreich in Compiègne; Gemälde von Pauline Auzou

Ludwig XVI. beabsichtigte, Compiègne zu seiner Hauptresidenz zu machen. Die französischen Kronjuwelen waren bereits in das Schloss gebracht worden, aber der Ausbruch der Französischen Revolution machte dem König einen Strich durch die Rechnung. Im August 1792 wurde ihm die Verfügungsgewalt über das Schloss entzogen und an das Innenministerium übertragen. Die Wirren der Revolutionsjahre überstand die Anlage – im Gegensatz zu vielen anderen Königsresidenzen – vollkommen unbeschadet. Als man 1798 plante, im Schloss das „Fest der Souveränität des Volkes“ (französisch fête de la souveraineté du peuple) zu feiern, mussten die Organisatoren feststellen, dass der Palast dafür ungeeignet war, weil noch allerorten die Fleur-de-Lys, das Symbol der französischen Monarchie, zu sehen war. 1793 bis 1794 waren Kranke und Verletzte der Nordarmee im Schloss untergebracht, anschließend wurde das Mobiliar in der Zeit vom 20. Mai bis zum 13. September 1795 komplett verkauft. Auch die Kunstwerke sollten entfernt und in den Louvre gebracht werden, doch das geschah niemals. Vom 18. August bis zum 5. Dezember des Jahres 1798 diente ein Teil des Schlosses dann als Kaserne für das Erste Freiwilligenbataillon aus dem Département Seine-et-Oise. Nachdem die Soldaten die Gebäude wieder geräumten hatten, wurde dort 1799 eine Militärschule (französisch prytanée militaire) eingerichtet, die am 25. Februar 1803 in eine Hochschule (französisch école des arts et métiers) umgewandelt wurde.
Mit der Proklamation des Ersten Kaiserreichs erfolgte die Aufnahme des Schlosses in die kaiserliche Domäne (französisch domaine impérial) und stand damit Napoleon zur persönlichen Verfügung. Der Kaiser ernannte – auch auf Wunsch seiner Frau Joséphine de Beauharnais – Louis Martin Berthault, der zuvor schon in Schloss Malmaison tätig gewesen war, am 25. August 1806 zum Architekten des Schlosses Compiègne. Unter der Oberaufsicht von Pierre-François-Léonard Fontaine sollte er die Anlage zu einer kaiserlichen Residenz verändern, die dem Geschmack der Zeit entsprach und der hohen Stellung seines neuen Eigentümers angemessen war. Dazu musste zuerst einmal die in den Gebäuden beheimatete Hochschule ausziehen und wurde am 8. Dezember 1806 nach Châlons-sur-Marne (heute Châlons-en-Champagne) verlegt. Am 12. April 1807 genehmigte Napoleon für die anstehenden Veränderungen in Compiègne ein Budget von 400.000 Francs. Im November desselben Jahres legte Berthault den Entwurf für einen bis zu jenem Zeitpunkt nicht vorhandenen Festsaal, die Ballgalerie, vor. Nach Zustimmung des Kaisers wurden dafür die bisherigen, über zwei Geschosse verteilten Appartements des Grafen und der Gräfin von Artois beseitigt und Ende 1809 mit dem Bau des neuen Saals begonnen. Sein Rohbau war im März des darauffolgenden Jahres fertiggestellt. Für die Um- und Neugestaltung sämtlicher Innenräume berief Berthault die Brüder Étienne und Jacques-Louis Dubois, mit denen er zuvor schon in Malmaison zusammengearbeitet hatte. Außerdem engagierte er für Decken- und Wanddekorationen die Maler Pierre-Joseph Redouté und Anne Louis Girodet. Diese hatten gleich von Beginn ihrer Tätigkeit an alle Hände voll zu tun, denn das ehemalige Appartement der Königin sowie die Appartements der Kinder Marie-Antoinettes sollten binnen kürzester Zeit neu gestaltet werden, um dort ab Juni 1808 den ehemaligen spanischen König Karl IV. und seine Familie beherbergen zu können. Napoleon hatte dem abgesetzten Monarchen Compiègne als Wohnsitz angeboten. Der Ex-König zog aber schon drei Monate später im September weiter in den Süden Frankreichs. Nur seine Tochter Maria Luisa, Witwe des 1803 verstorbenen Königs von Etrurien, blieb noch bis zum 4. April 1809 in Compiègne.
Nach dem Weggang Karls IV. wurden die von ihm bewohnten Teile des Schlosses noch einmal vollständig umgestaltet, um dort ein Appartement für die Unterbringung ausländischer Herrscher einzurichten. Nach Napoleons Willen sollte dort die am prächtigsten möblierte Raumabfolge des Hauses („le plus sompteuse meublé de la maison“) eingerichtet werden. Schon ab dem Frühjahr des Jahres 1807 wurde das ehemalige Appartement des Königs umgestaltet. Dieses hatte sich Napoleon symbolträchtig als neues Domizil gewählt und wurde entsprechend fortan Appartement des Kaisers genannt. Die nördlich benachbarte Raumabfolge sollte das Appartement Joséphines werden und erhielt deshalb den Namen Appartement der Kaiserin. Die dortigen Umgestaltungen begannen 1808 und wurden noch einmal intensiviert, nachdem sich Napoleon von seiner ersten Frau getrennt und beschlossen hatte, seine Verlobte, die Prinzessin Marie-Louise von Österreich, am 27. März 1810 in Compiègne zu empfangen. Insgesamt waren 300 Arbeiter auf der Baustelle beschäftigt, deren Betrieb von Napoleon persönlich überwacht wurde. Die Arbeiten endeten 1810, und noch heute künden Napoleons Initialen an vielen Stellen des Schlosses von den unter ihm vorgenommenen Veränderungen. Länger als die baulichen Umgestaltungen dauerten die Arbeiten im Schlossgarten. Von dem unter Jacques V. Gabriel begonnenen französischen Garten war kaum etwas übrig geblieben. Deshalb hatte Napoleon seinen Architekten Berthault auch damit beauftragt, den Schlossgarten neu anzulegen, wobei eine gestalterische Verbindung des Gebäudekomplexes mit dem benachbarten Wald von Compiègne geschaffen werden sollte. Berthault ließ den Schlosspark ab Januar 1812 im Englischen Landschaftsstil neu gestalten und bepflanzen und schuf bereits 1810 auf Wunsch Napoleons eine über vier Kilometer lange Sichtschneise von der Schlossterrasse zum und durch den Wald; die sogenannte avenue des Beaux Monts. Um mit der Kutsche vom Wald direkt bis an das Schloss heranfahren zu können, ließ der Kaiser außerdem eine breite Rampe mittig hinauf zur Terrasse legen. Nach Abschluss aller Arbeiten war der Schlosspark von Compiègne ähnlich groß wie die Pariser Tuilerien.
Das Kaiserpaar nutzte die Schlossanlage mit Ausnahme kurzer Aufenthalte bei Durchreisen aber kaum. Von November 1813 bis Januar 1814 logierte dort der aus seinem Königreich Westphalen vertriebene Bruder Napoleons, Jérôme Bonaparte, nachdem sich schon dessen Frau Katharina von Württemberg im März 1813 für ein paar Tage in Compiègne aufgehalten hatte. Im Zuge der Befreiungskriege belagerten im März/April 1814 18.000 preußische Soldaten Schloss und Stadt. Der Major François Ot(h)enin konnte der Übermacht zunächst standhalten und einen ersten Angriff zurückschlagen, aber am 4. April musste die Stadt schließlich doch kapitulieren. Bei den damit verbundenen Kämpfen wurde die Anlage jedoch nur leicht beschädigt.

### Restauration und Julimonarchie

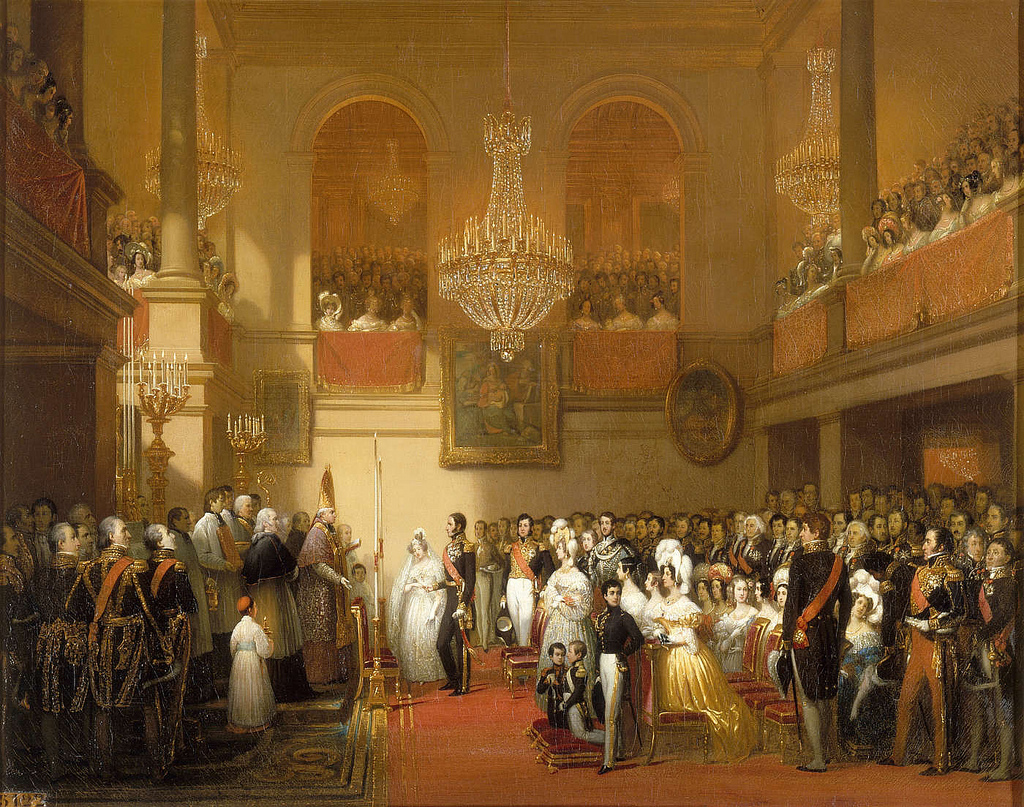
Heirat Leopolds I. und Louise d’Orléans in der Schlosskapelle von Compiègne; Gemälde von Joseph Désiré Court, 1837

Nach seiner Rückkehr aus dem englischen Exil machte Ludwig XVIII. Ende April 1814 auf seinem Weg nach Paris für kurze Zeit Station im Schloss Compiègne. In seinem Gefolge befand sich Ludwigs Nichte Marie Thérèse Charlotte de Bourbon, Herzogin von Angoulême und Tochter Ludwigs XVI., die schon in ihren Kindertagen im Schloss gewohnt hatte. Dort empfing der neue König auch den russischen Zaren Alexander I., ehe er am 2. Mai seinen Weg in die Hauptstadt fortsetzte. Ludwig XVIII. war es auch, der damit begann, die napoleonischen Symbole am architektonischen Dekor des Schlosses entfernen zu lassen, jedoch wurde dies nie vollständig durchgeführt, sodass auch heute noch oft die Initialen Napoleon Bonapartes dort zu finden sind.
In den Folgejahren wurde Compiègne bis 1824 lediglich selten und immer nur für wenige Tage von der Königsfamilie genutzt, die zu diesen Aufenthalten mit kleinem Staat anreiste. Erst unter Karl X. wurden die Aufenthalte wieder länger und häufiger. Wichtigstes Ereignis während der Julimonarchie war am 9. August 1832 die Hochzeit der Prinzessin Louise d’Orléans, Tochter Louis-Philippes I., mit Leopold I., König der Belgier, in der Schlosskapelle. Louis-Philippe beauftragte zu diesem Anlass Frédéric Nepveu, seit Mai 1832 Architekt des Schlosses, nicht nur mit der Instandsetzung der Kapelle, sondern auch mit der Umgestaltung des Ballhauses zu einem Theater. Nepveu hatte dafür nur wenige Wochen zur Verfügung, und die Arbeiten dazu waren bei weitem noch nicht beendet, als das Theater am 10. August 1832 mit den Aufführungen zweier komischer Opern eingeweiht wurde. Richtig fertiggestellt war der Umbau erst im Jahr 1835.

### Erneute Blüte im Zweiten Kaiserreich

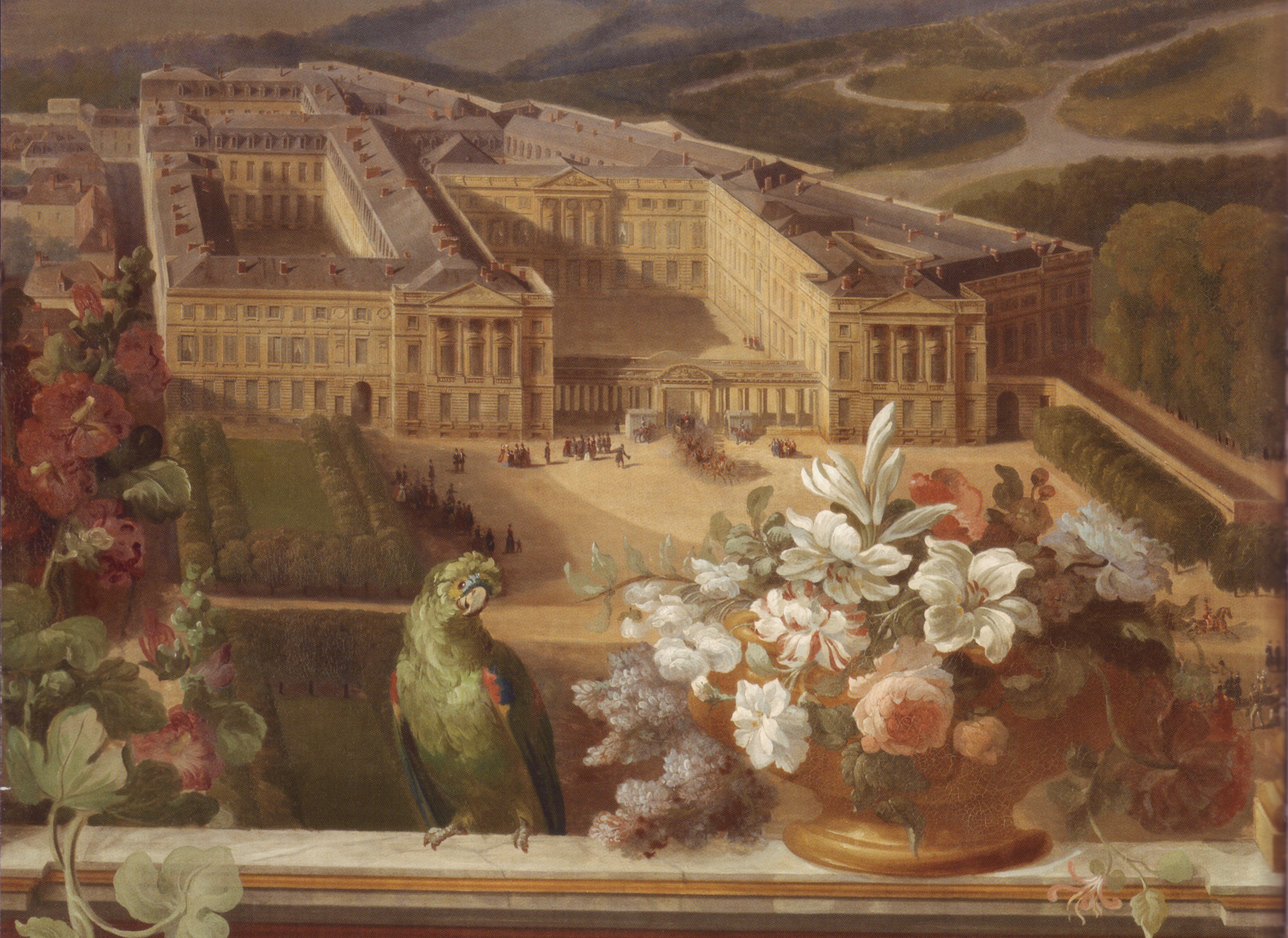
Schloss Compiègne auf einem Gemälde von Jean Antoine Siméon Fort von 1843

Zu Beginn der Zweiten Republik wurde Schloss Compiègne 1848 Nationaleigentum, und fortan kümmerte sich ein eingesetzter staatlicher Verwalter darum. Es entstand der Plan, aus dem Schloss ein staatliches Rentnerheim zu machen, doch dieser wurde nie umgesetzt. Der damalige Staatspräsident und spätere Kaiser Charles Louis Napoléon ließ die Gebäude zur Besichtigung freigeben, und so zählten die historischen Appartements im Jahr 1849 schon 2000 Besucher. Ein Jahr nach seinem Staatsstreich weilte der neue Kaiser der Franzosen im Dezember 1852 für einen ersten längeren Aufenthalt in Compiègne. Unter den eingeladenen und mitgereisten Gästen befand sich auch eine junge spanische Gräfin namens Eugénie de Montijo, die Napoléon III. schon im Monat darauf durch Heirat zur Kaiserin der Franzosen machte. Ab 1856 lud das Paar alljährlich im Herbst zu großen Jagdfestlichkeiten nach Compiègne. Diese sogenannten series waren einwöchige Treffen im November und Dezember, zu denen jeweils um die hundert Personen geladen waren und die in vier bis sechs hintereinander folgenden Wochen stattfanden. Die Gäste waren Politiker, Diplomaten, Schriftsteller, Künstler und Wissenschaftler, aber auch hochgestellte Militärs und ausländische Könige und Fürsten. Zu ihnen zählten unter anderem der preußische König Wilhelm I., Ludwig II. von Bayern, der österreichische Kaiser Franz Joseph I., Giuseppe Verdi, Eugène Delacroix, Franz Xaver Winterhalter, Gustave Flaubert, Alexandre Dumas, Louis Pasteur und Marschall Patrice de Mac Mahon. Bis zu 900 Personen waren während der séries im Schlosskomplex untergebracht. Sie alle wurden mit einem Sonderzug vom Pariser Gare du Nord nach Compiègne gebracht, wo sie Jagdausflüge, Spiele, Konzerte und Theateraufführungen in recht formloser Atmosphäre erwarteten. Zur Unterhaltung zählten auch Ausflüge nach Pierrefonds, um die Fortschritte der Schlossrestaurierung zu begutachten, oder zu Ausgrabungen unter Albert de Roucy, die Napoleon III. initiiert hatte, zum Beispiel Champlieu (Gemeinde Orrouy) und Mont-Berny. Zur Zerstreuung der Gäste diente ebenso Prosper Mérimées berühmtes Diktat, ein Text, der mit zahlreichen sprachlichen Schwierigkeiten gespickt war und der von keinem der Anwesenden fehlerfrei zu Papier gebracht werden konnte. Napoleon III. machte 42 Fehler, seine Frau 62. Besser schnitt Alexandre Dumas mit 24 Fehlern ab. Das beste Ergebnis dieses Diktats lieferte aber ein Ausländer: Der Text des österreichischen Botschafters Richard Klemens von Metternich wies nur drei Fehler auf.

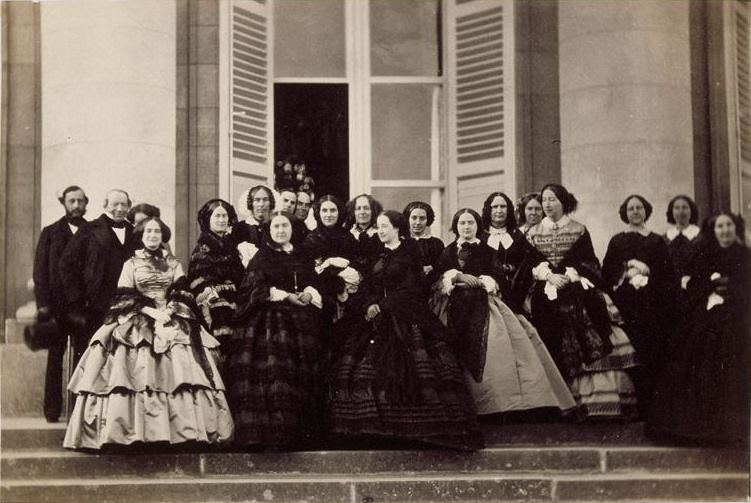
Kaiserin Eugénie mit Gästen der dritten série des Jahres 1856 auf der Schlossterrasse

Nach und nach veränderte das Kaiserpaar die Möblierung ihrer Appartements. Besonders Kaiserin Eugénie brachte sich bei der Umgestaltung mit ein. Sie ersetzte das veraltete und unmoderne Mobiliar aus napoleonischer Zeit durch Möbel im Stil des Zweiten Empires und mischte dieses mit Stücken im Louis-seize-Stil, die sie zum Andenken an die von ihr bewunderte Marie-Antoinette anschaffen ließ. Darunter waren auch Original-Stücke aus dem Besitz der ehemaligen Königin aus dem Schloss Saint-Cloud. Im zweiten Obergeschoss des gartenseitigen Flügels ließ Napoleon III. ein Rauchzimmer für die männlichen Gäste der séries einrichten. Auch architektonisch hinterließ er seinen Fingerabdruck. Er beauftragte den Architekten Jean-Louis Victor Grisart 1858 mit der Errichtung eines Verbindungsbaus zwischen dem Küchenflügel und jenem Trakt des Schlosses, der die Ballgalerie beheimatete. Im darauffolgenden Jahr war der Bau fertiggestellt und stand an jener Stelle, die Ange-Jacques Gabriel für eine nicht realisierte neue Schlosskapelle vorgesehen hatte. Der Verbindungsbau zerschnitt den damaligen Küchenhof in zwei Teile, von denen der südlichere seither cour de la Régie genannt wird. Das Erdgeschoss des Neubaus diente als Unterkunft für Offiziere, während das Obergeschoss von einem einzigen großen Raum eingenommen wurde. Dieser erhielt den Namen Natoire-Galerie, nach dem dort aufgehängten Gemäldezyklus des Malers Charles-Joseph Natoire. In der erst unter Grisarts Nachfolger Gabriel-Auguste Ancelet eingerichteten Galerie fanden im Zweiten Kaiserreich Soiréen und Konzerte statt, oder sie wurde bei kleineren Gesellschaften als Speisesaal genutzt. 1866 nahm Napoleon III. eine noch viel größere architektonische Veränderung in Angriff: den Bau eines neuen und größeren Schlosstheaters, weil das alte im ehemaligen Ballhaus zu klein geworden war. Der mit dem Entwurf und der Ausführung beauftragte Ancelet machte Anleihen beim Theater von Versailles und begann 1867 mit den Bauarbeiten, die 1870 fast beendet waren. Es fehlte nur noch die Bemalung im Inneren. Die Eröffnung war für 1871 vorgesehen, doch dazu sollte es nicht mehr kommen.

### Die ersten Jahre der Dritten Republik
Der Ausbruch des Deutsch-Französischen Krieges und die damit einhergehende Proklamation der Dritten Republik bescherten den Bauplänen Napoleons III. und den ausgelassenen Veranstaltungen in Compiègne ein jähes Ende. Im August wurde ein Lazarett mit insgesamt 300 Betten im Schloss eingerichtet. Es belegte alle größeren Räume der Anlage inklusive Saal der Wachen, Ballgalerie und Natoire-Galerie, wurde aber nie in Betrieb genommen, denn am 20. September 1870 nahmen 300 preußische Soldaten Compiègne ein und besetzten das Schloss für acht Tage. Bei ihrem Abzug nahmen sie zahlreiche Einrichtungsgegenstände mit, darunter auch 900 Wolldecken. Am 20. November bezogen der preußische General Kurt von Manteuffel und sein Generalstab in der Anlage Quartier und blieben dort bis zum 12. März 1871. Während ihres Aufenthalts bedienten sie sich an den noch im Schloss gelagerten Vorräten, unter anderem tranken sie 12.400 Flaschen Wein. Die preußischen Truppen blieben noch bis zum 7. Oktober. Während sie im Schloss untergebracht waren, brach ein Feuer aus und vernichtete ein rund zehn Meter langes Stück des Dachstuhls.
Nach dem Krieg wurden 1874 im Saal der Wachen ein gallo-römisches Museum und im Vestibül ein Khmer-Museum eingerichtet, um damit einen Teil der horrenden Unterhaltskosten für den Gebäudekomplex zu erwirtschaften. 1880 kam eine Tapisseriengalerie, 1884 eine Galerie mit Stichen hinzu. Die historischen Appartements konnten schon seit 1871 wieder besichtigt werden. 1889 begann die französische Regierung damit, die wertvolle Inneneinrichtung auf andere Institutionen und Gebäude zu verteilen. Viel Mobiliar und zahlreiche Kunstgegenstände wurden zur Ausstattung von Botschaftsgebäuden und Ministerien genutzt. Den Großteil des Buchbestandes der Schlossbibliothek erhielten die französische Nationalbibliothek (französisch Bibliothèque nationale de France), die Bibliothèque de l'Arsenal und die Bibliothek Sainte-Geneviève. 8900 Bände verblieben zumindest in der Stadt und wurden der dortigen Stadtbibliothek übereignet. 1890 wurden sämtliche Teppiche aus den Großen Appartements entnommen und nach Paris geschickt, damit sich der Präsident der Republik aus dieser Auswahl einige Stücke für seine Residenz aussuchen konnte. Nicht einer der wertvollen Teppiche kehrte aber ins Schloss zurück. Dieses war schließlich vollkommen leergeräumt, sodass für einen dortigen Aufenthalt des russischen Zaren Nikolaus II. und seiner Frau Alix von Hessen-Darmstadt im September 1901 eigens 20 Eisenbahnwaggons mit Möbeln und Einrichtungsgegenständen herangeschafft werden mussten.

### Das 20. Jahrhundert
Während des Ersten Weltkriegs schlug der britische Feldmarschall French ab dem 27. August 1914 mit seinem Stab für drei Tage seine Zelte im Schloss auf, flüchtete dann aber vor anrückenden deutschen Truppen, die Compiègne am 2. September besetzten. Doch auch die deutschen Soldaten blieben nicht lange, denn schon am 12./13. September wurden sie von französischen Dragonern wieder vertrieben. Die französischen Streitkräfte betrieben ab Oktober im Schloss ein Lazarett mit 400 Betten, das dort bis zum 26. März 1917 eingerichtet war. Dann wich dieses dem Grand Quartier Général (GQG), dem Oberkommando der französischen Armee, welches das Schloss im April 1917 bezog und dort bis zum 25. März 1918 blieb, ehe es weiter nach Provins zog. Sowohl unter General Robert Nivelle als auch unter Philippe Pétain diente das einstige Schlafgemach der Königin Marie-Antoinette als Arbeitszimmer. Nach dem Weggang des GQG wurde die Schlossanlage als Hauptquartier der 3. französischen Armee unter General Georges Louis Humbert genutzt. Am 1. September 1918 beschädigten Bombentreffer den Schlosskomplex schwer, allerdings kam die wertvolle Inneneinrichtung nicht zu Schaden, denn diese war ab August 1915 nach Bombenangriffen im März des Jahres nach Paris in Sicherheit gebracht worden. Zu der geretteten Ausstattung zählten nicht nur Möbel, sondern auch Täfelungen und Supraporten. Nach Kriegsende wurde die evakuierte Einrichtung ab April 1919 wieder ins Schloss zurückgebracht. Die Kriegsschäden an den Gebäuden, die derweil durch die Präfektur Oise genutzt wurden, waren noch nicht vollends behoben, als ein Heizofen in der Nacht vom 13. auf den 14. Dezember 1919 ein Feuer auslöste, bei dem ein Teil des Appartements des Kaisers ausbrannte. Das Schlafzimmer des Kaisers und das benachbarte Beratungskabinett wurden dabei völlig zerstört, die Möbel konnten aber gerettet werden.
Auch im Zweiten Weltkrieg ließ man das Mobiliar sicherheitshalber aus dem Schloss entfernen. Es lagerte ab 1939 im Schloss Chambord und kehrte nach Ende des Krieges nach Compiègne zurück. Allerdings wurden die einzelnen Möbelstücke in den Nachkriegsjahren nicht unbedingt an ihren historisch angestammten Platz gestellt, sondern willkürlich in den Räumen verteilt. Ab 1945 begann aber zugleich auch eine umfassende Restaurierung der Gebäude und der Innenräume unter dem Architekten Jean Philippot. Dabei kamen für die Wiederherstellung jedes Raums drei mögliche Restaurierungsepochen infrage: die Zeit Ludwigs XVI. (aus dem Zeit Ludwigs XV. war zu wenig erhalten), die Zeit des Ersten Kaiserreichs, aus dem noch zahlreiche Möbelstücke und in vielen Räumen auch die Dekoration erhalten war, oder die Zeit des Zweiten Kaiserreichs, der die Mehrheit der damaligen Einrichtungsgegenstände zuzuordnen war. Die Verantwortlichen fällten diese Entscheidung für jeden Raum einzeln, und so sind heute in den historischen Appartements Einrichtungsensembles aus allen drei Stilepochen anzutreffen. Für deren Wiederherstellung wurden nicht nur das Raumdekor restauriert und aus dem Schloss stammende Möbel sowie Einrichtungsgegenstände wieder zurück nach Compiègne geholt, sondern auch nach Original-Vorlagen Stoffe für die Bespannung von Sitzmöbeln und für die Verwendung als Vorhänge sowie Wandbespannungen neu produziert.

## Beschreibung

### Das Äußere

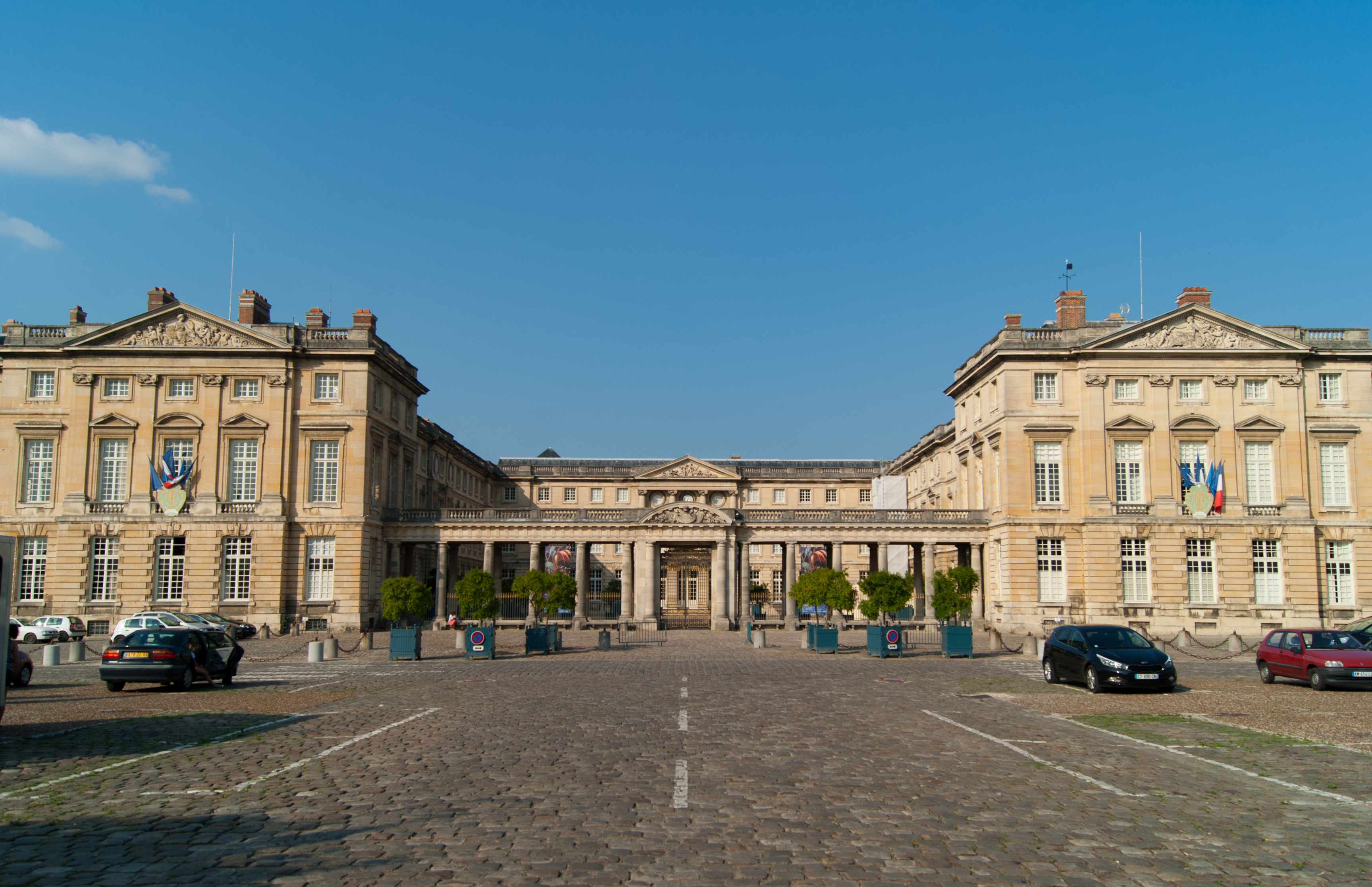
Südfassade am Place d’Armes mit der Eingangskolonnade in der Mitte

Der Schlosskomplex besitzt einen grob dreieckigen Grundriss und nimmt eine Fläche von über zwei Hektar ein. Die zahlreichen Gebäudeflügel gruppieren sich um fünf große und zwei kleine Innenhöfe, den Ehrenhof (französisch cour d’Honneur), den cour de la Régie, den Hof der Bäder (französisch cour des Bains), den cour des Pompes, den Kapellenhof (französisch cour de la Chapelle), den heute überdachten Küchenhof (französisch cour des Cuisines) und den Orangeriehof (französisch cour de l’Orangérie), der früher auch cour des Offices genannt wurde. Obwohl mehrheitlich zur Zeit Ludwigs XVI., also im Rokoko, errichtet, zeigt die Architektur die Merkmale des Louis-quinze und damit eine schmucklose Strenge. Alle Gebäudetrakte besitzen drei Stockwerke: ein rustiziertes Erdgeschoss, eine Beletage und ein niedriges Mezzaningeschoss mit flachem Satteldach und Balustrade. Die einzelnen Geschosse sind durch Gesimse voneinander abgesetzt. An der rückwärtigen Gartenseite liegt die von der einstigen Stadtmauer gestützte Schlossterrasse auf gleicher Höhe wie die Beletage und damit über dem Niveau des Schlossparks. So entsteht in den Appartements der Eindruck, man befände sich im Erdgeschoss. Die Gartenfassade ist 193 Meter lang und besitzt 49 Fensterreihen.
Der Besucher betritt die Schlossanlage vom Place d’Armes aus südlicher Richtung und gelangt durch eine 43 Meter breite Kolonnade in den Ehrenhof. Der Säulengang besteht aus dorischen Säulen, deren Gebälk mit einer Balustrade besetzt ist. Linkerhand, an der nordwestlichen Seite des Hofs, steht der Marschallsflügel (französisch aile des Maréchaux), in dem heute ein Museum untergebracht ist. Im Nordosten des Hofs steht der einstige Haupttrakt des Schlosses, dessen repräsentative Funktion im 18. Jahrhundert durch einen neuen Flügel an der Gartenseite übernommen wurde. Er besitzt einen Mittelrisalit, dessen Dreiecksgiebel von vier ionischen Säulen getragen wird. Das Motiv des Mittelrisalits wiederholt sich an den zum Place d’Armes zeigenden Südenden des Marschallsflügels und des ihm im Ehrenhof gegenüberliegenden Trakts, jedoch besitzen diese keine Säulen, sondern Pilaster.

### Innenräume

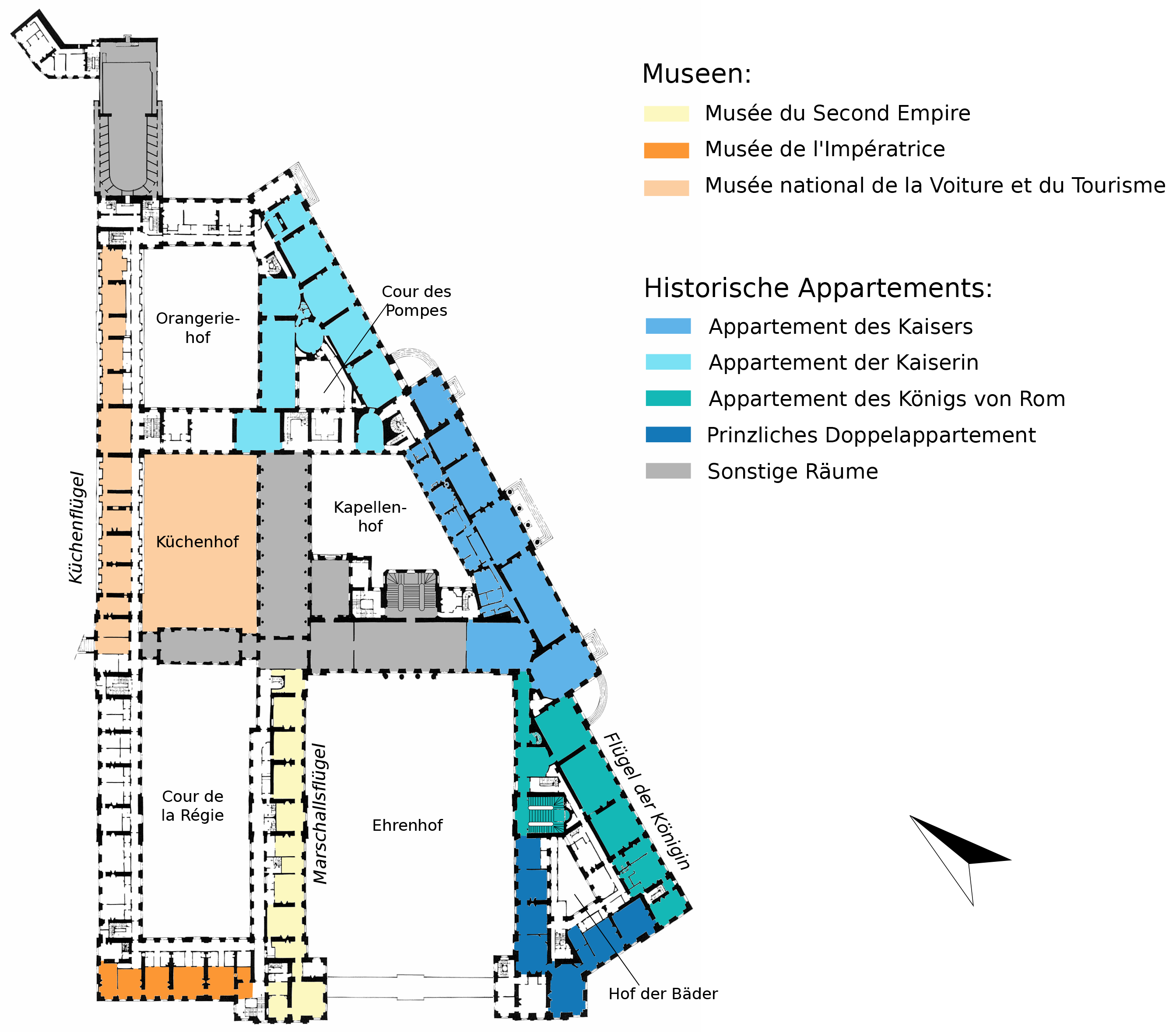
Grundriss des Schlosses

Die Innenräume präsentieren sich dem Besucher heute mehrheitlich im Zustand des Ersten und Zweiten Kaiserreichs. Von der Original-Ausstattung aus der Zeit Ludwigs XV. ist praktisch nichts mehr erhalten, denn sein Nachfolger ließ die Einrichtung in der Zeit von 1782 bis 1786 vollständig überarbeiten. Nur einige Paneele der weiß gestrichenen Täfelung haben die Zeit bis heute überdauert, weil sie unter Ludwig XVI. an unwichtige und deshalb wenig frequentierte Stellen versetzt wurden. Zwar rührten Ludwig XVI. und seine Frau Marie-Antoinette nicht am einfachen weißen Anstrich der Wände und Wandverkleidungen, um den Räumen einen hellen und frischen Ausdruck zu verleihen, jedoch wurden auf Initiative des damaligen commissaire général du Garde-Meuble de la Couronne (deutsch Generalkommissar des königlichen Möbellagers), Thierry de Ville-d’Avray, einige Vergoldungen vorgenommen, weil ihm die damalige Einrichtung zu schlicht erschien. Die Ausstattung aus jener Zeit ist nur noch im Spielsalon der Königin, dem Kartensalon, dem Beratungskabinett und dem Saal der Wachen erhalten.

#### Appartement des Kaisers
Das Appartement des Kaisers (französisch appartement de l’Empereur), im Ancien Régime Appartement des Königs (französisch appartement du Roi) genannt, ist der zentrale Teil der Wohnflügel. Es ist die einzige Partie, die während der rund 260-jährigen Schlossgeschichte niemals umgewidmet wurde, sondern immer Wohn- und Repräsentationsraum des jeweiligen Souveräns war. Die Raumfolge beginnt mit einem großen Vorzimmer (französisch antichambre), das früher einmal salon des Huissiers genannt wurde. In der vor-napoleonischen Ära diente es als gemeinsames Vorzimmer für die Appartements des Königs und der Königin, weswegen es auch unter der Bezeichnung Doppelvorzimmer (französisch antichambre double) bekannt war. Der Raum ist mit einem Kamin aus rotem Marmor ausgestattet, der auf das 17. Jahrhundert datiert und somit noch aus der Vorgängeranlage des heutigen Schlosses stammt. Über dem Kamin hängt ein Porträt Ludwigs XVI. im Krönungsornat, eine Kopie des Gemäldes von Antoine-François Callet. An einer der Längsseiten hängt das allegorische Gemälde Neptun oder der Triumph der Marine von Pierre Mignard, das dieser 1684 für Versailles anfertigte. Dort hing es im Vorzimmer der Königin, ehe es 1739 nach Compiègne kam.

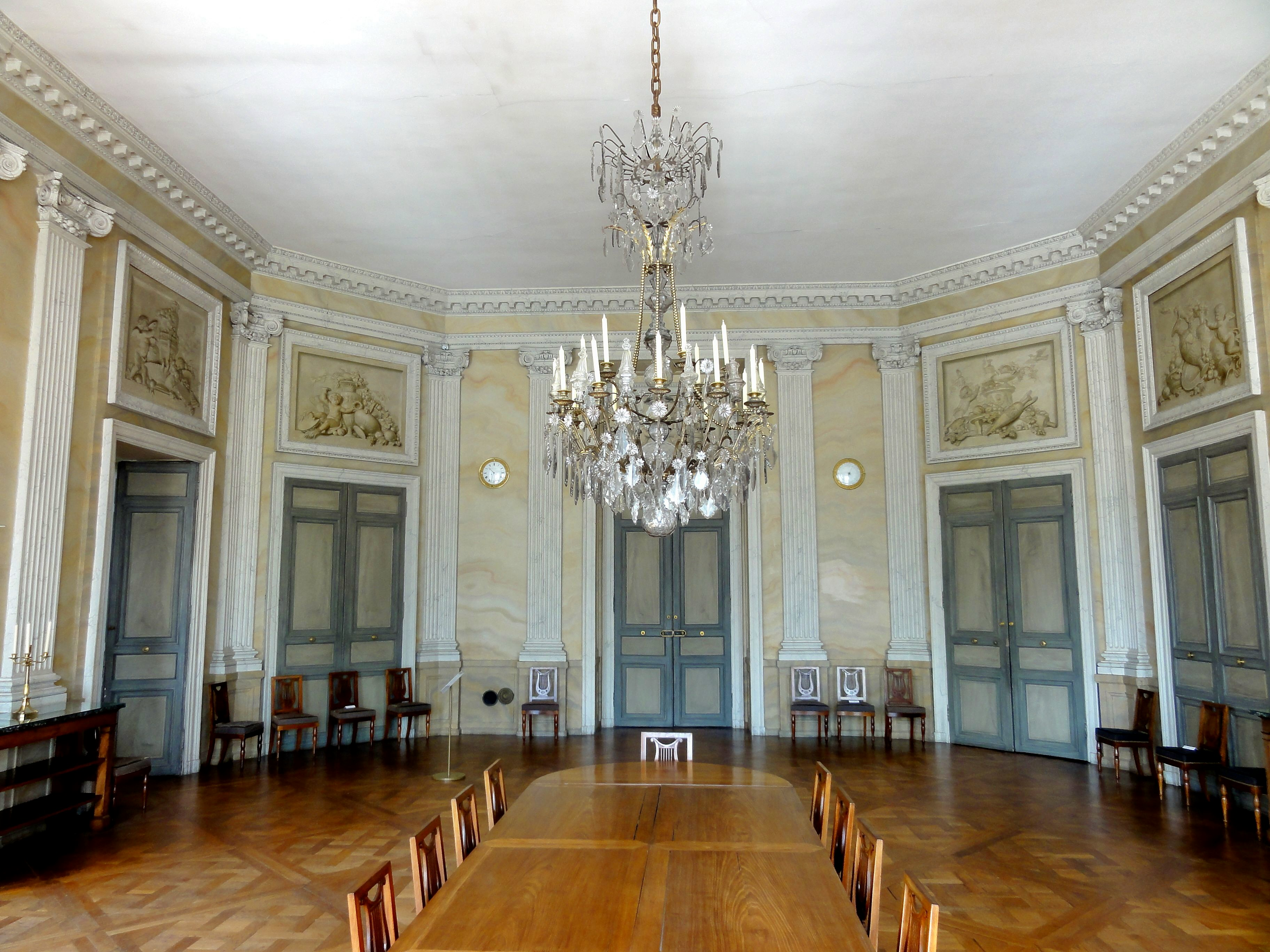
Das Esszimmer des Kaisers

Vom Vorzimmer gelangt der Besucher in das Esszimmer des Kaisers (französisch salle à manger de l’Empereur), das zu Zeiten Ludwigs XVI. als ein weiteres Vorzimmer genutzt wurde. Im Zweiten Kaiserreich diente es auch als kleines Theater für Revuen und Scharaden. Seine Ausstattung mit Mahagonimöbeln von François-Honoré-Georges Jacob-Desmalter ist eine Rekonstruktion im Zustand von 1807/1808. Der große Lüster aus böhmischem Kristall stammt jedoch noch aus dem 18. Jahrhundert. Die Wände sind durch weiße Pilaster mit ionischen Kapitellen vertikal gegliedert. Ihre Bemalung täuscht Marmor vor, während der Kamin des Zimmers aus echtem weißen Marmor besteht. Die Bemalung der Wandflächen zwischen den Pilastern imitiert Onyxmarmor. Die Supraporten bestehen aus Trompe-l’œil-Malereien in Grisaille-Technik und sind ein Werk Piat-Joseph Sauvages, der von 1784 bis 1789 im Schloss Compiègne arbeitete.
Vom Esszimmer des Kaisers ist der sogenannte Kartensalon (französisch salon des Cartes) erreichbar, der auch direkt vom Vorzimmer aus betreten werden kann. Er trägt seinen Namen seit 1865, als dort drei große Karten von Compiègne und Umgebung an den Wänden aufgehängt wurden. Unter Ludwig XVI. wurde dieser Raum antichambre des Nobles genannt, während er unter Napoleon als salon des Grands Officiers und unter Napoleon III. als salon des Aides de Camp bekannt war. Zwei der Karten fertigte Pierre-Denis Martin 1738 bis 1739 an. Sie hingen zuvor im Speisezimmer des Kleinen Appartements. Auch fünf der Tische im Kartensalon stammen dorther. Ihre Tischplatten zeigen Karten der fünf wichtigsten königlichen Besitzungen während des Ancien Régimes: Marly-le-Roi, Saint-Germain-en-Laye, Fontainebleau, Versailles und Compiègne. Im Zweiten Kaiserreich wurde der Raum als Empfangs- und Spielzimmer genutzt, darauf deuten ein Shuffleboard und ein japanisches Billard aus dem Jahr 1862 hin.

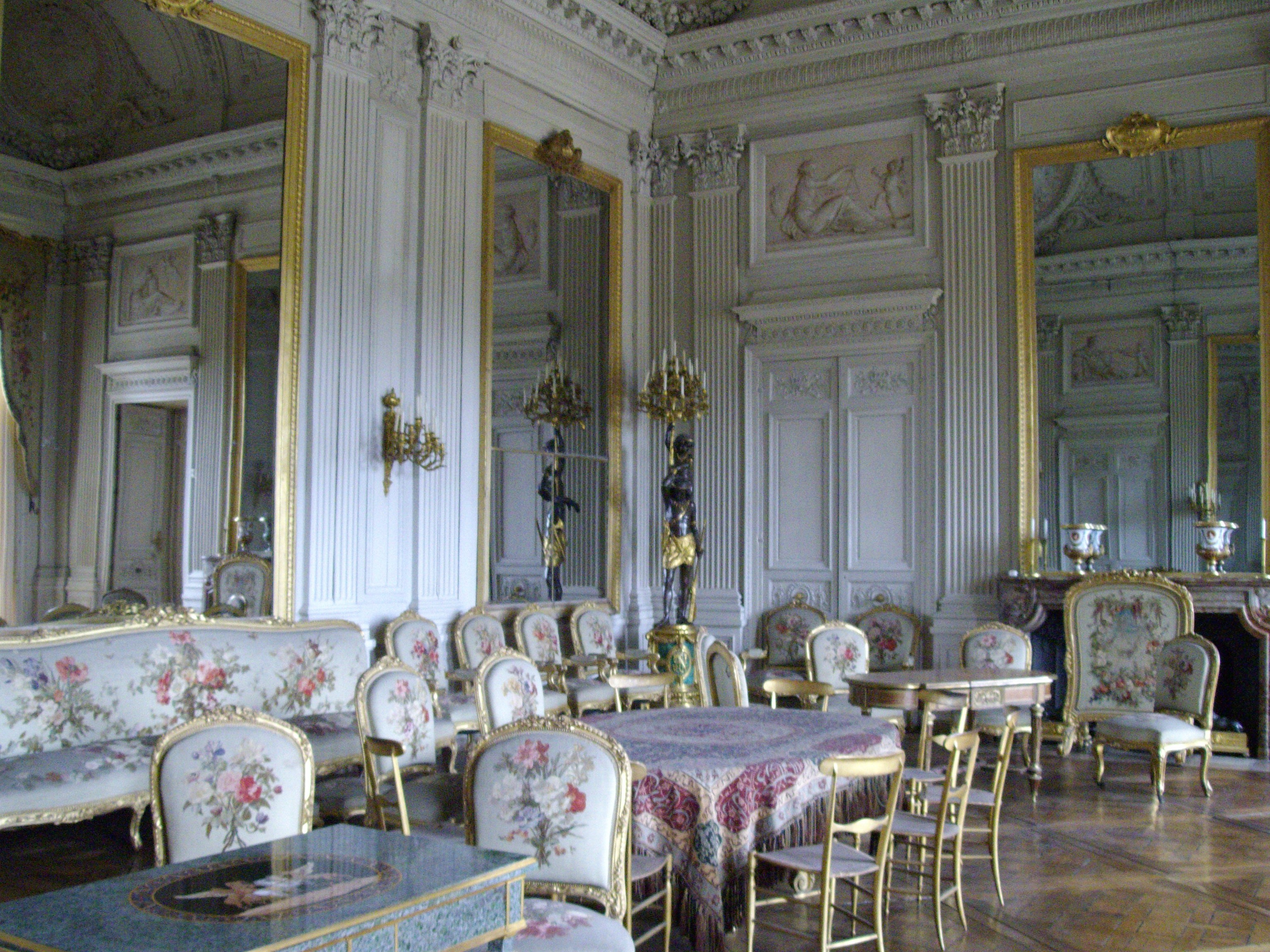
Der Familiensalon

Das nächste Zimmer in der Raumfolge ist der Familiensalon (französisch salon de Famille), das einstige Schlafzimmer Ludwigs XVI. mit Aussicht auf den Schlosspark. Der Raum nimmt nicht nur die Höhe der Beletage, sondern auch des darüber liegenden Mezzanins ein und liegt genau in der Mittelachse der Parkanlage. Seit dem Ersten Kaiserreich wurde er jedoch nicht mehr als Schlafzimmer, sondern als Salon und Empfangszimmer genutzt. Die Idee, ihn als Thronsaal einzurichten, wurde nie umgesetzt. Die Täfelung besitzt Pilaster mit korinthischen Kapitellen und stammt noch aus der Zeit Ludwigs XVI. Gleiches gilt für die Supraporten von Sauvage, die vier Abschnitte eines Tages zeigen: den Schlaf, das Erwachen, das Aufstehen und die Mahlzeit. Kaiser Napoleon III. und Kaiserin Eugénie ließen diesen Raum verändern. So stammen die Stuckverzierungen der Decke von 1855. Drei Jahre später wurde die Möblierung im Stil des Louis-quinze erneuert. Blickfänge bilden, neben einem Tisch aus Saint-Cloud mit Marketerien aus Rosenholz, zwei Kandelaber, die von Kindern auf den Schultern eines Indianers und einer Indianerin getragen werden. Sie stehen auf einem Sockel aus grünem Malachit mit vergoldeten Bronze-Applikationen in Form der Initialen Napoleons III. und seiner Frau. Eine wertvolle Kommode aus dem Jahr 1784 von den Kunsttischlern Joseph Stöckel und Guillaume Bennemann, die heute im Louvre zu sehen ist, stammt aus diesem Zimmer.

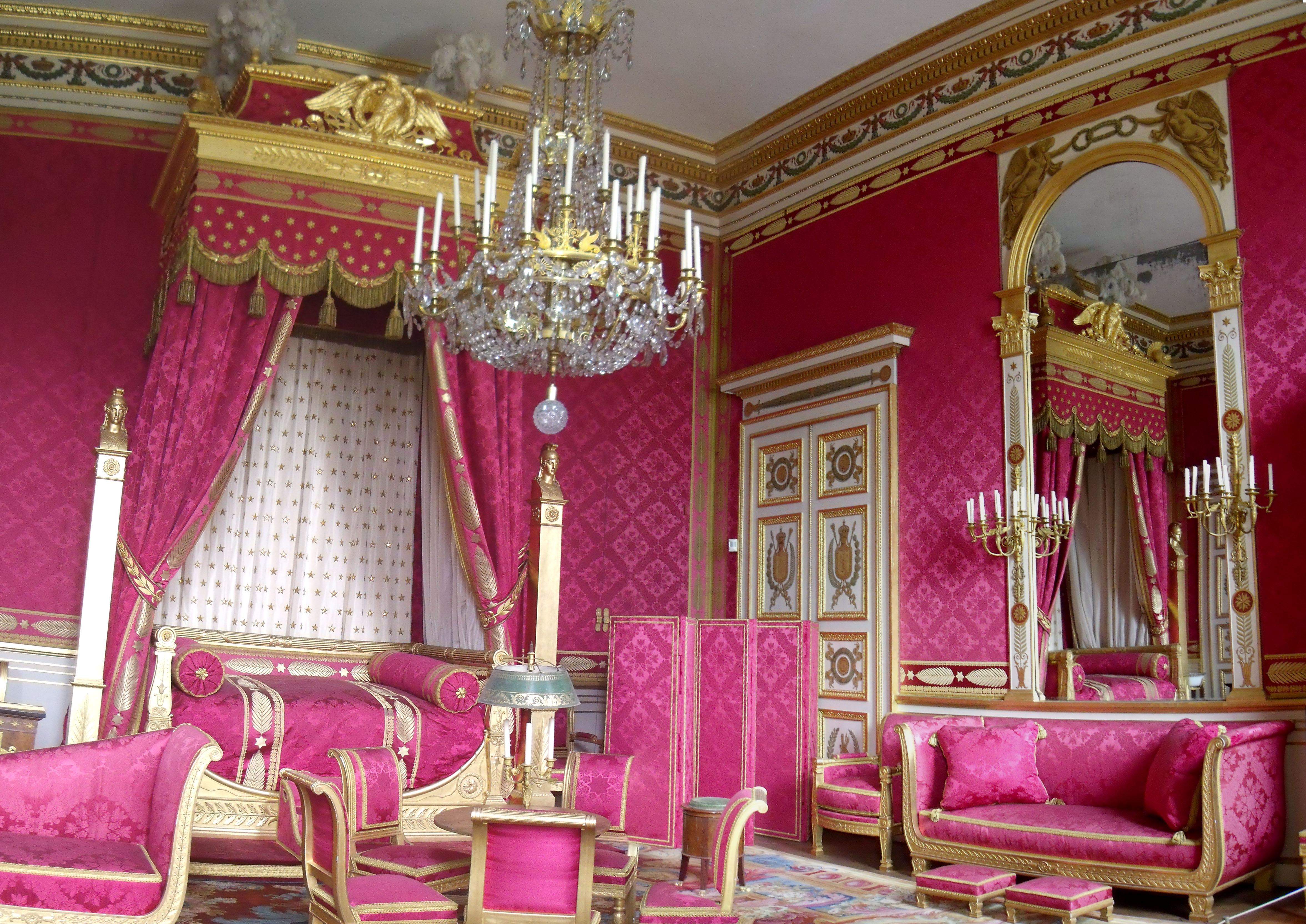
Das Schlafzimmer des Kaisers

Direkt hinter dem Familiensalon liegt ein Beratungskabinett (französisch cabinet du Conseil oder salon du Conseil) genanntes Konferenzzimmer. Dort hielt der König Sitzungen mit seinen Beratern ab, denn Compiègne war neben Versailles und Fontainebleau das dritte Schloss in Frankreich, in dem königliche Ratsversammlungen abgehalten wurden. Der Raum wurde 1964 im Zustand des 18. Jahrhunderts rekonstruiert und zeigt an der Wand ein Seidengemälde von François Bonnemer nach van der Meulens Werk Rheinübergang Ludwigs XIV. Das Gemälde war zuvor kleiner und wurde eigens für diesen Raum 1785 durch Jacques-Claude Cardin vergrößert.
Der nach dem Beratungskabinett folgende Raum diente unter Ludwig XVI. als Puderkabinett (französisch cabinet à la Poudre) und wurde unter Napoleon zum Schlafzimmer des Kaisers (französisch chambre à coucher de l’Empereur) umgebaut. Napoleon III. nutzte ihn als Konferenzzimmer für Zusammenkünfte mit seinen Ministern. Dieser Raum wurde bei einem Brand im Jahr 1919 vollkommen zerstört, die Möbel konnten aber vor dem Feuer in Sicherheit gebracht werden. Zu Beginn der 1970er Jahre wurde das Zimmer – mit Ausnahme der Decke – im Stil des Ersten Empires rekonstruiert und wieder mit den originalen Möbeln der napoleonischen Zeit ausgestattet. Diese Holzmöbel mit Goldauflage stammen aus der Werkstatt Jacob-Desmalter. Sitzbezüge, Vorhänge und Tapeten sind in Farbe und Muster allesamt aufeinander abgestimmt.

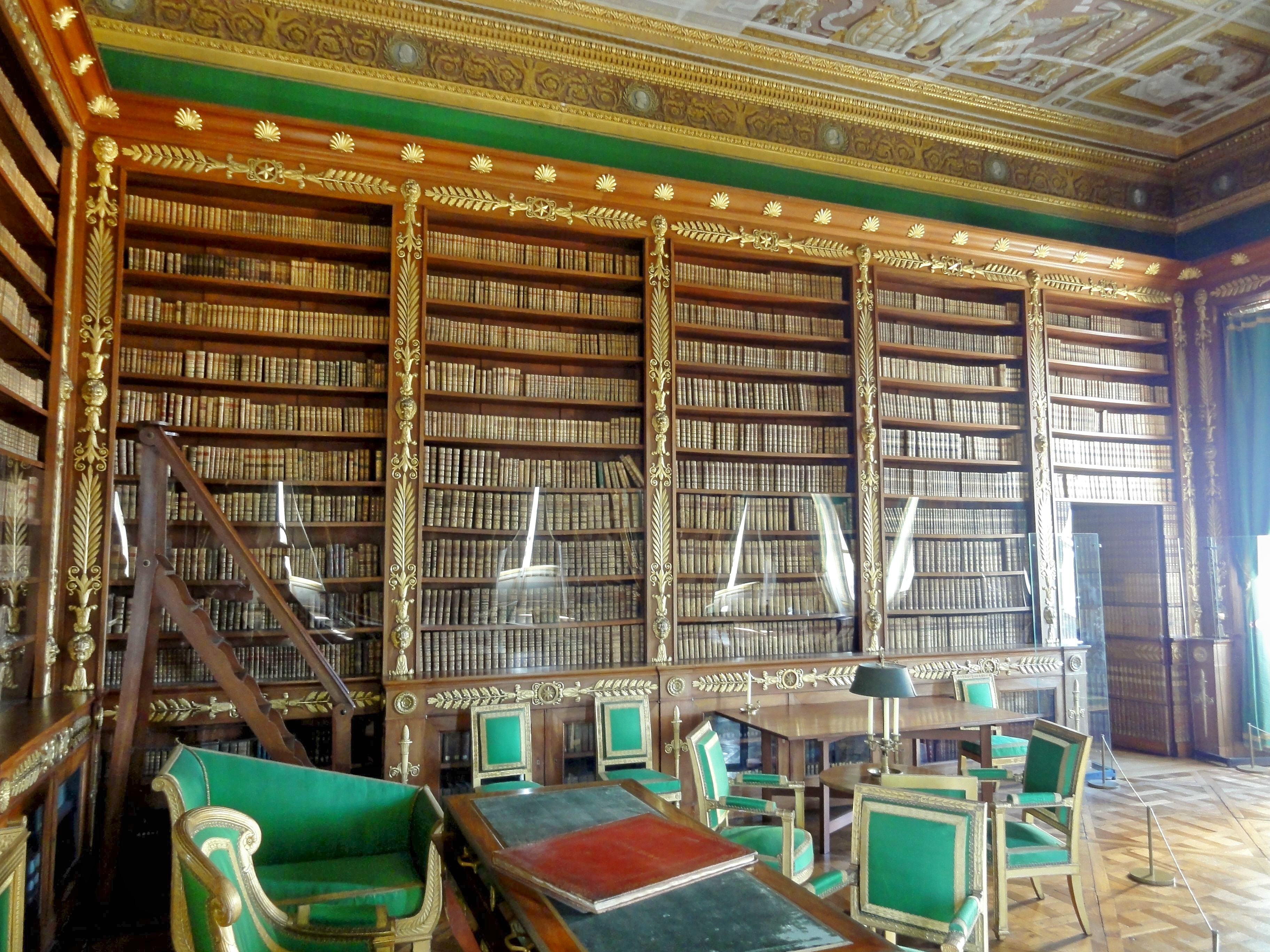
Die Bibliothek

Nach dem Schlafzimmer des Kaisers folgt als letzter Raum des Appartements die Bibliothek, die ebenfalls durch Napoleon eingerichtet und von ihm als Arbeitszimmer genutzt wurde. Das teilvergoldete Mobiliar besteht aus Mahagoniholz und stammt wieder von Jacob-Desmalter. Das Deckengemälde ist ein Werk Anne-Louis Girodets und zeigt Minerva zwischen Apollon und Merkur. Eine hinter vorgetäuschten Büchern versteckte Geheimtür führt zum Appartement der Kaiserin. Der heutige Buchbestand ist nicht original, sondern kam 1901 anlässlich eines Besuchs des Zaren Nikolaus II. in die seinerzeit vollkommen leeren Regale. Es ist aber geplant, den Bestand der kaiserlichen Bibliothek anhand von Inventarlisten aus den Jahren 1808 und 1818 nachzubilden.
An der Westseite dieses kaiserlichen Großen Appartements (französisch grand appartement), das zur Repräsentation diente, schließt sich eine Flucht kleinerer, privater Räume an, die Kleines Appartement (französisch petit appartement) genannt wird. Dazu zählen zum Beispiel das Kleine Kabinett (französisch petit cabinet) und ein Badezimmer mit einfachen Möbeln aus Platanenholz, die fast gänzlich ohne Verzierungen sind. Der Raum diente unter Ludwig XVI. als Bibliothek. Napoleon Bonaparte ließ in einem Teil dieser Räume ein eigenes Appartement für seinen Sekretär Claude François de Méneval schaffen und richtete sich im Gegenzug ein weiteres petit appartement im Mezzaningeschoss ein, zu dem unter anderem ein als Arbeitszimmer dienendes Kartenkabinett gehörte. Die Räume im Mezzanin wurden jedoch schon kurz nach Beginn der Restauration nicht mehr genutzt.

#### Appartement der Kaiserin
Das Appartement der Kaiserin (französisch appartement de l’Impératrice) schließt sich nördlich dem Appartement des Kaisers an. Ursprünglich wurde diese Raumfolge durch den Dauphin Louis Ferdinand und seine Frau Maria Josepha von Sachsen genutzt. Nach dem Tod Louis Ferdinands 1765 bezogen dort seine vier Schwestern Quartier, ehe die Zimmer vorübergehend zum Appartement für Königin Marie-Antoinette umgewandelt wurden. Unter Napoleon wohnte dort seine Frau Marie-Louise. Ab 1815 durch die Herzogin von Angoulême genutzt, folgte in der Zeit Karls X. dessen verwitwete Schwiegertochter Maria Karolina von Neapel-Sizilien als Bewohnerin, ehe in der Zeit Louis-Philippes wieder die Königin einzog und im Zweiten Kaiserreich schließlich Kaiserin Eugénie das Appartement belegte. Alle Räume – mit Ausnahme des Musiksalons – wurden in ihrem Zustand des Ersten Kaiserreichs wiederhergestellt.
Erster Raum des Appartements ist die sogenannte Hirschgalerie (französisch galerie des Cerfs), die seit dem Ersten Kaiserreich als Vorzimmer für das Appartement der Kaiserin dient. Von dort gelangt der Besucher in die Galerie der Jagden (französisch galerie des Chasses). Dieser Raum wurde unter Napoleon 1808 als Gemäldegalerie eingerichtet, in der 35 Werke aus dem Louvre ausgestellt wurden. 1832 tauschte König Louis-Philippe diese Gemälde gegen 24 Arbeiten Charles Antoine Coypels, weswegen der Raum zu jener Zeit galerie Coypel genannt wurde. Die Bilder beschäftigten sich mit der Don-Quijote-Geschichte und blieben dort bis 1911. Der heutige Name des Raums rührt von neun Gobelins mit Jagdszenen her, die noch Ludwig XV. für das damalige Appartement des Königs in Auftrag gegeben hatte. Die Tapisserien hingen bis 1795 im königlichen Schlafzimmer, in einem Vorzimmer sowie im Beratungskabinett. Die Wandbehänge wurden zwischen 1736 und 1746 nach Kartons von Jean-Baptiste Oudry gefertigt und befinden sich seit 1947 in diesem Raum. Ein identischer Satz Gobelins ist heute in den Uffizien ausgestellt.

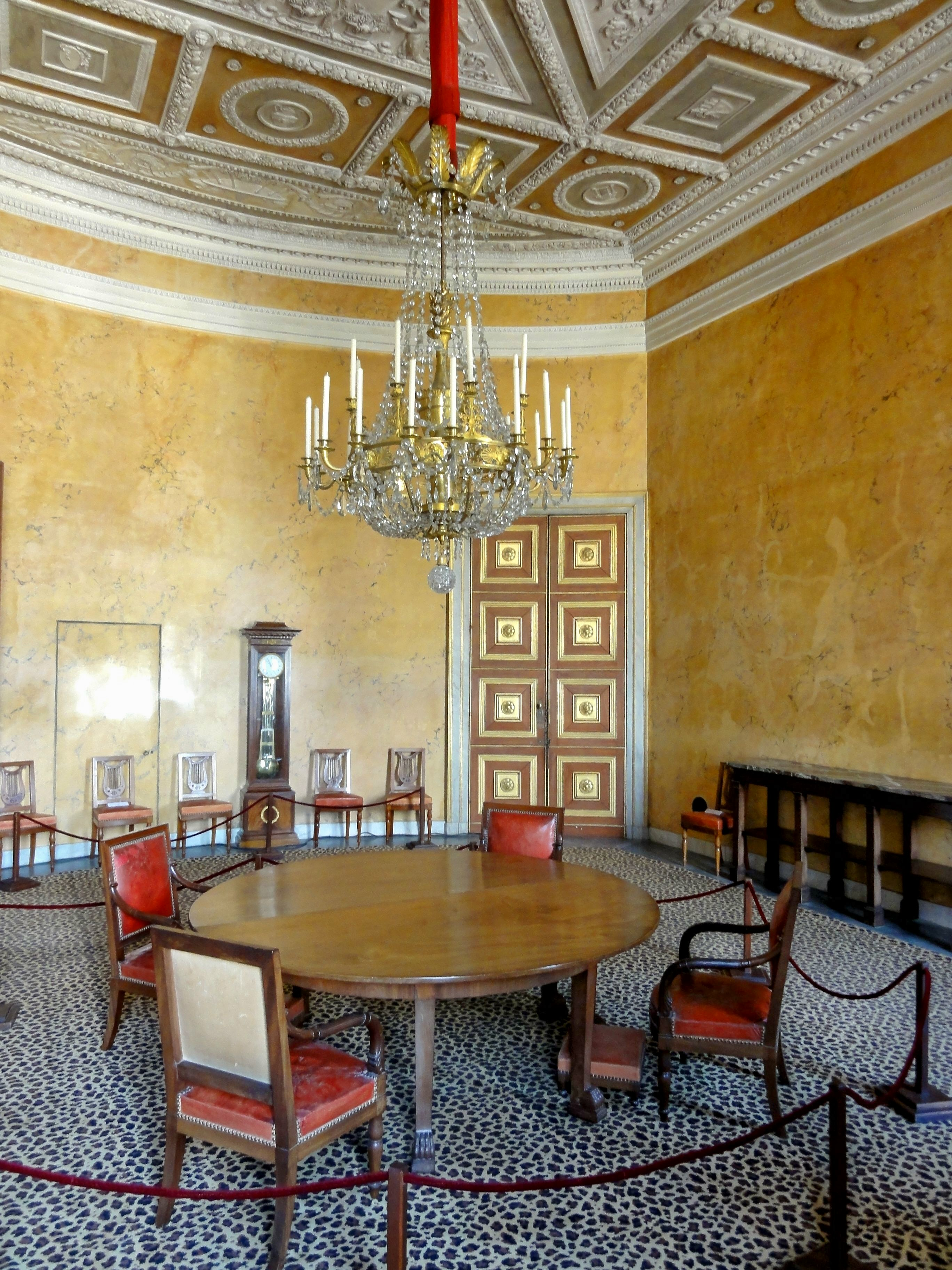
Das Esszimmer der Kaiserin

Die Galerie der Jagden führt zu einem Vorzimmer, das in napoleonischer Zeit zum Esszimmer der Kaiserin (französisch salle à manger de l’Impératrice) umgewandelt wurde. Weil er während des Zweiten Kaiserreichs auch als Salon genutzt wurde, war dieser Raum auch unter der Bezeichnung Erster Salon (französisch premier salon) bekannt. Dort speisten Napoleon und Marie-Louise von Österreich am Abend ihres ersten Aufeinandertreffens. Die Wandbemalung imitiert antiken gelben Marmor, die Supraporten zeigen Motive in Trompe-l’œil-Technik. Die Mehrheit der Möbel stammt von Jacob-Desmalter, während die kassettierte Stuckdecke 1815 von einem Künstler namens Morgin gestaltet wurde.
Nächster Raum des Appartements ist der Blumensalon (französisch salon des Fleurs), der auch schlicht Zweiter Salon (französisch deuxième salon) oder Spielsalon der Kaiserin (französisch salon des Jeux de l’Impératrice) genannt wird. Ausstattung und Dekor wurden zu einer Zeit in Auftrag gegeben, als Napoleon Bonaparte noch mit Joséphine de Beauharnais verheiratet war. Sie wurden nach der Scheidung nur unwesentlich für seine zweite Frau angepasst. An den Wänden hängen acht Lilienbilder von Étienne Dubois, die er nach Vorlagen aus Pierre-Joseph Redoutés Publikation Die Lilien malte. Sie wurden anlässlich der Ankunft Marie-Louises 1810 dort angebracht. Das Deckengemälde stammt hingegen von Anne Louis Girodet. Früher fand sich im Dekor dieses Raums oft der Buchstabe N (für Napoleon), doch dieser wurde 1815 durch die Initialen Marie Thérèse Charlotte de Bourbons geändert, weil sie das Appartement ab jenem Jahr nutzte. Die Bezüge der von Jacob-Desmalter gefertigten Sitzmöbel stammen aus der Gobelin-Manufaktur. Eugénie de Montijo richtete nach der Geburt ihres Sohnes diesen Raum 1812 als Schlafzimmer des Prinzen ein, um ihn in ihrer Nähe habe zu können. Gleichzeitig wurde der benachbarte Blaue Salon (französisch salon Bleu) zum Studier- und Spielzimmer für Napoleon Franz umgewidmet. Zuvor empfing die Kaiserin dort im privaten Rahmen Gäste. Das gemalte Deckendekor stammt von Dubois und Rédouté, während die Historiengemälde von Girodet sind. Sie erzählen die Geschichte eines Kriegers. Seinen Namen trägt dieser Salon aufgrund der blauen Wandbespannungen, die mit dem roten Marmor des Kamins und der Sockelleisten kontrastieren.

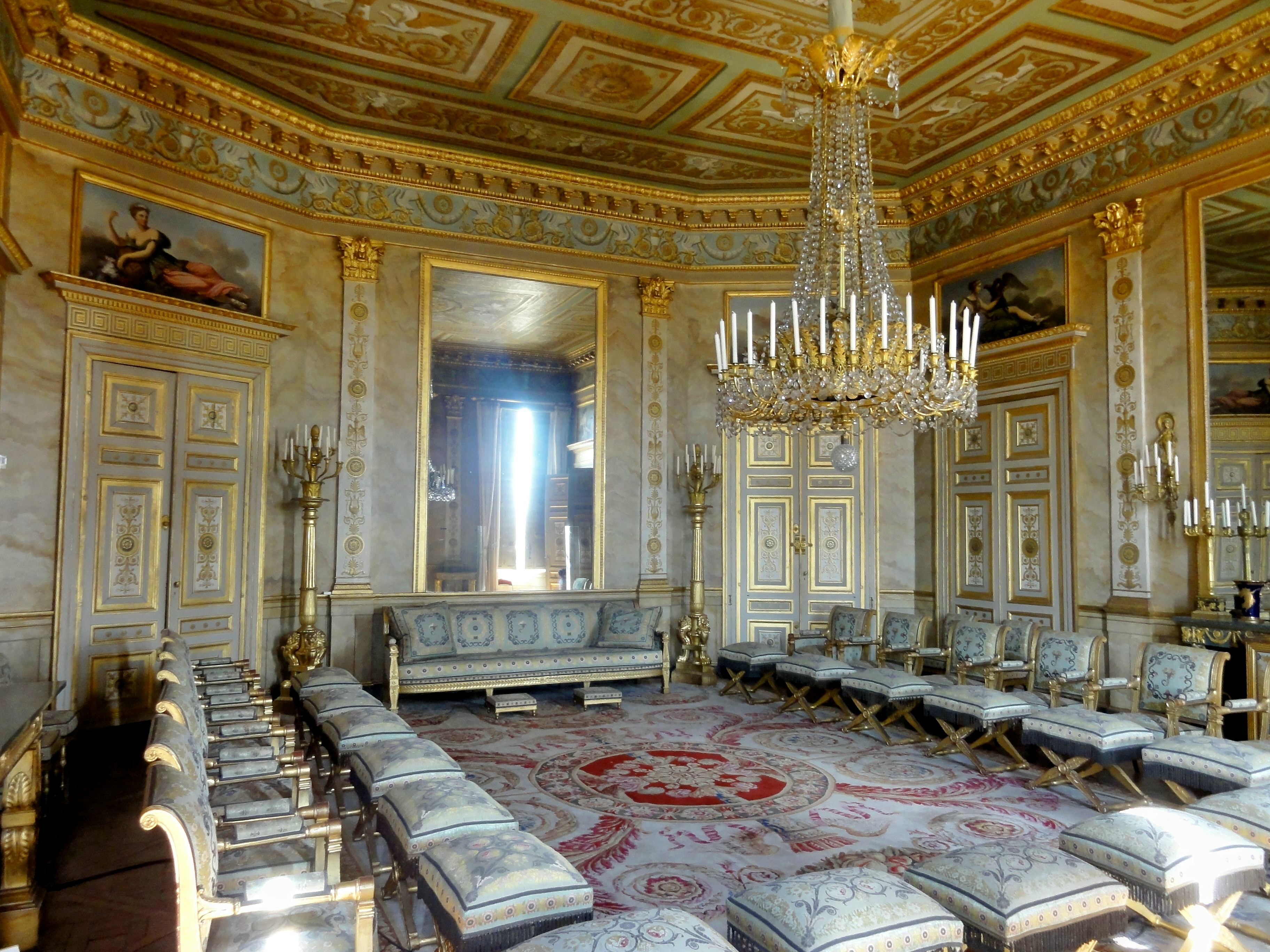
Der Große Empfangssalon

Vom Blumensalon ist der Große Empfangssalon (französisch grand salon de Réception) erreichbar. Dieser wird auch Salon der Ehrendamen (französisch salon des Dames d’Honneur) oder kurz Dritter Salon (französisch troisième salon) genannt. Dort empfing die Kaiserin ihre Gäste in größerem und offiziellem Rahmen. Die Wandbemalung aus dem Jahr 1809 imitiert Marmor und stammt einmal mehr aus dem Atelier von Dubois und Redouté. Sie sind auch für das Dekor der Wandpilaster und für die Deckenbemalung verantwortlich. Die Supraporten von Jacques-Louis Dubois zeigen die antiken Göttinnen Minerva, Juno, Flora, Ceres, Hebe und Diana. Der aufwändig gestaltete Kamin besteht aus dunklem Marmor und grünem Granit mit vergoldeten Applikationen. Die Bezüge der Sitzmöbel sind noch original aus dem Jahr 1809 und zeigen die Initialen Joséphine de Beauharnais in Form von Pfirsichblüten. Drei große Porzellanvasen aus der Manufaktur in Sèvres komplettieren die prunkvolle Ausstattung.

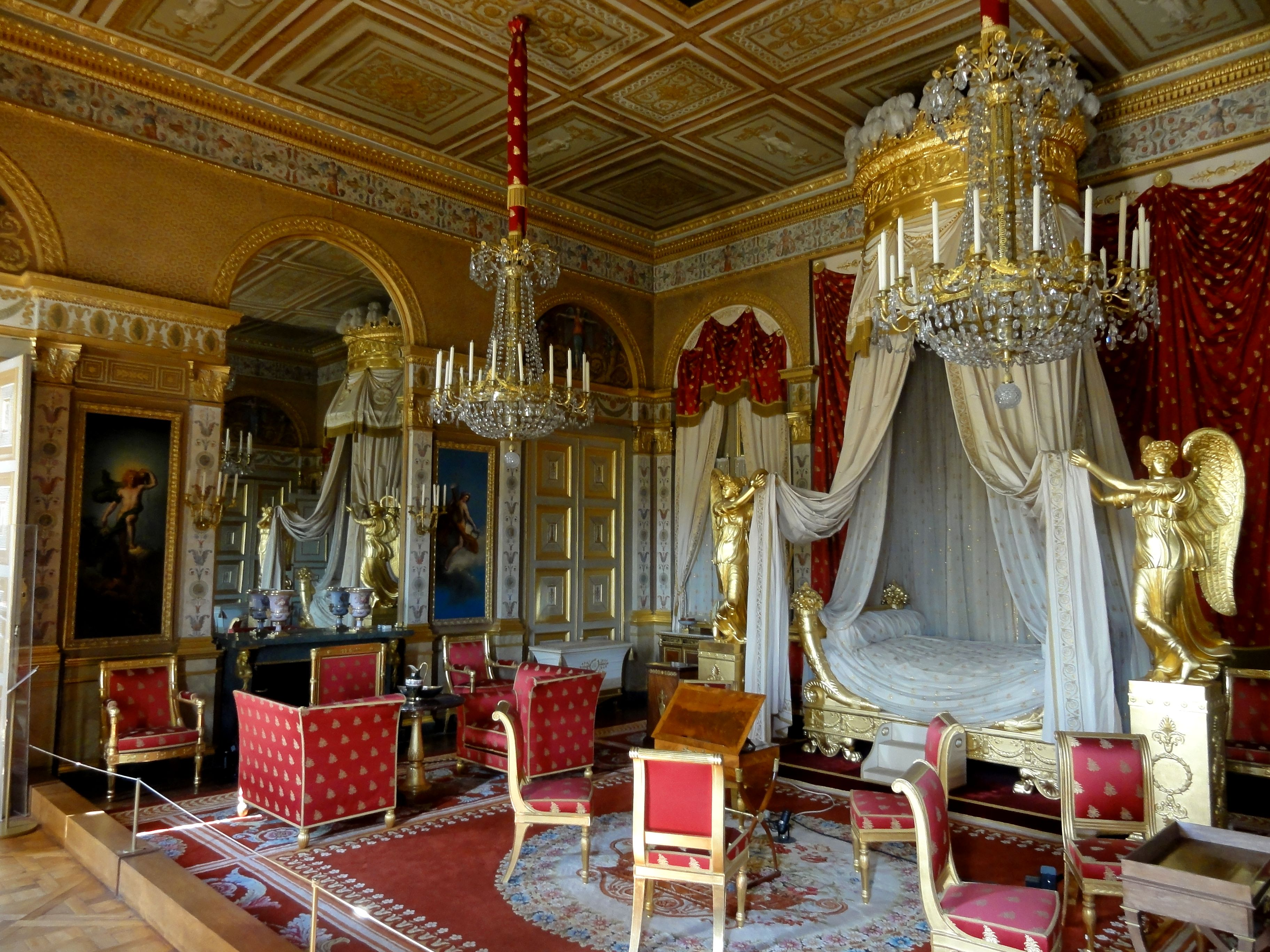
Das Schlafzimmer der Kaiserin

Vom Großen Empfangssalon gelangt man in das Schlafzimmer der Kaiserin (französisch chambre à coucher de l’Impératrice), das am prachtvollsten ausgestattete Zimmer des gesamten Schlosses. Wie im Schlafzimmer des Kaisers sind Wanddekorationen, Sitzbezüge und Vorhänge in Farbe und Musterung aufeinander abgestimmt. Die vergoldeten Möbel stammen aus der Werkstatt Jacob-Desmalter, so auch das luxuriöse Himmelbett, dessen Vorhänge aus weißer Seide und goldbesticktem Musselin von zwei vergoldeten Engelsstatuen aus Holz gehalten werden. Die beiden großen Spiegel des Raums werden von Gemälden Girodets flankiert. Drei von ihnen zeigen die Jahreszeiten Sommer, Herbst und Winter. Das vierte zum Zyklus gehörende Bild, die Frühjahrsallegorie, wurde zusammen mit zwei weiteren Gemälden 1870 bei der Einnahme des Schlosses durch preußische Truppen zerstört. Im 18. Jahrhundert gehörte dieses Zimmer – wie auch der benachbarte Musiksalon – zum Appartement des Königs und wurde als Spielsalon genutzt, ehe es unter Napoleon durch Louis Martin Berthault von 1808 bis 1809 zum Schlafzimmer für die damalige Kaiserin Joséphine umgestaltet wurde. Diese hat den Raum jedoch niemals im fertigen Zustand gesehen, geschweige denn genutzt. Zum Schlafzimmer gehört ein kleines Boudoir, das der Kaiserin als Ankleide- und Badezimmer diente. Der kreisrunde Raum besitzt keine Fenster, sondern eine Glaskuppel zur Beleuchtung. Bei seiner Ausstattung dominieren die Farben Weiß und Gold.

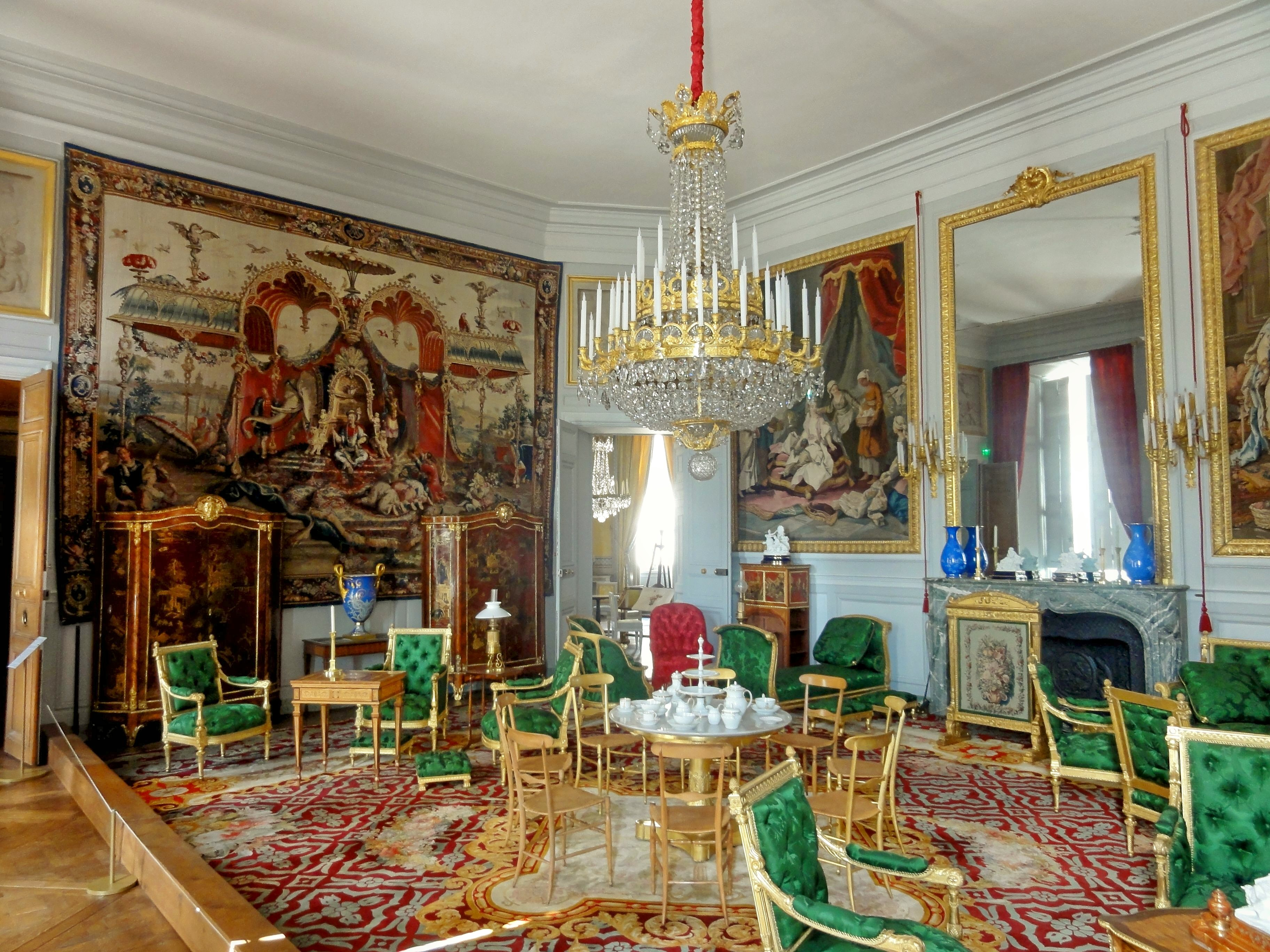
Der Musiksalon

Von diesem Boudoir oder direkt vom Schlafzimmer der Kaiserin ist der Musiksalon (französisch salon de Musique) zu erreichen. Als einziger Raum des Appartements der Kaiserin wurde er im Zustand des Zweiten Kaiserreichs wiederhergestellt. Dies bedeutet aber zugleich, dass dort in erster Linie Möbel aus dem 18. Jahrhundert zu finden sind, welche Kaiserin Eugénie im Gedenken an Marie-Antoinette in diesem Raum zusammentrug, darunter einige aus dem großen Kabinett der Königin im Schloss Saint-Cloud. Andere Möbelstücke ließ Eugénie 1862 aus dem Lackkabinett des Pariser Hôtels du Châtelet in der rue de Grenelle (heute ist das Gebäude Sitz des französischen Arbeitsministeriums) nach Compiègne bringen. Ein vergoldeter Guéridon mit einer Tischplatte aus weißem Marmor stammt hingegen aus dem Quirinalspalast in Rom, während der Lüster wiederum aus dem Tuilerienpalast kam. An den Wänden hängen zwei Tapisserien mit orientalischen Motiven. Sie stammen noch vom Ende des 17. Jahrhunderts aus der königlichen Manufaktur in Beauvais. Der Musiksalon wurde unter Ludwig XVI. als privates Speisezimmer genutzt, während der Julimonarchie diente er als Billardzimmer. Auf die spätere Nutzung während des Zweiten Kaiserreichs deuten ein Piano forte von Sébastien Érard und eine Harfe hin. Die Kinderspiele darstellenden Supraporten zierten ursprünglich einmal die Türen im Appartement des Königs.
Letztes Zimmer in der Raumabfolge der Kaiserin ist der Frühstückssalon (französisch salon de Déjeun), ein Raum, der ausschließlich der Kaiserin und einigen wenigen intimen Freunden für Zusammenkünfte vorbehalten war. Ursprünglich für Marie-Louise eingerichtet, besitzt das Zimmer Tapeten und Vorhänge mit gleichen Farben und Mustern: Beide sind aus gelbem Seidenlampas hergestellt und zeigen als Motiv weiße Arabesken mit einer blau-weißen Bordüre. Die Möbel des Frühstückssalons sind weniger luxuriös als die der übrigen Salons im Schloss.

#### Appartement des Königs von Rom

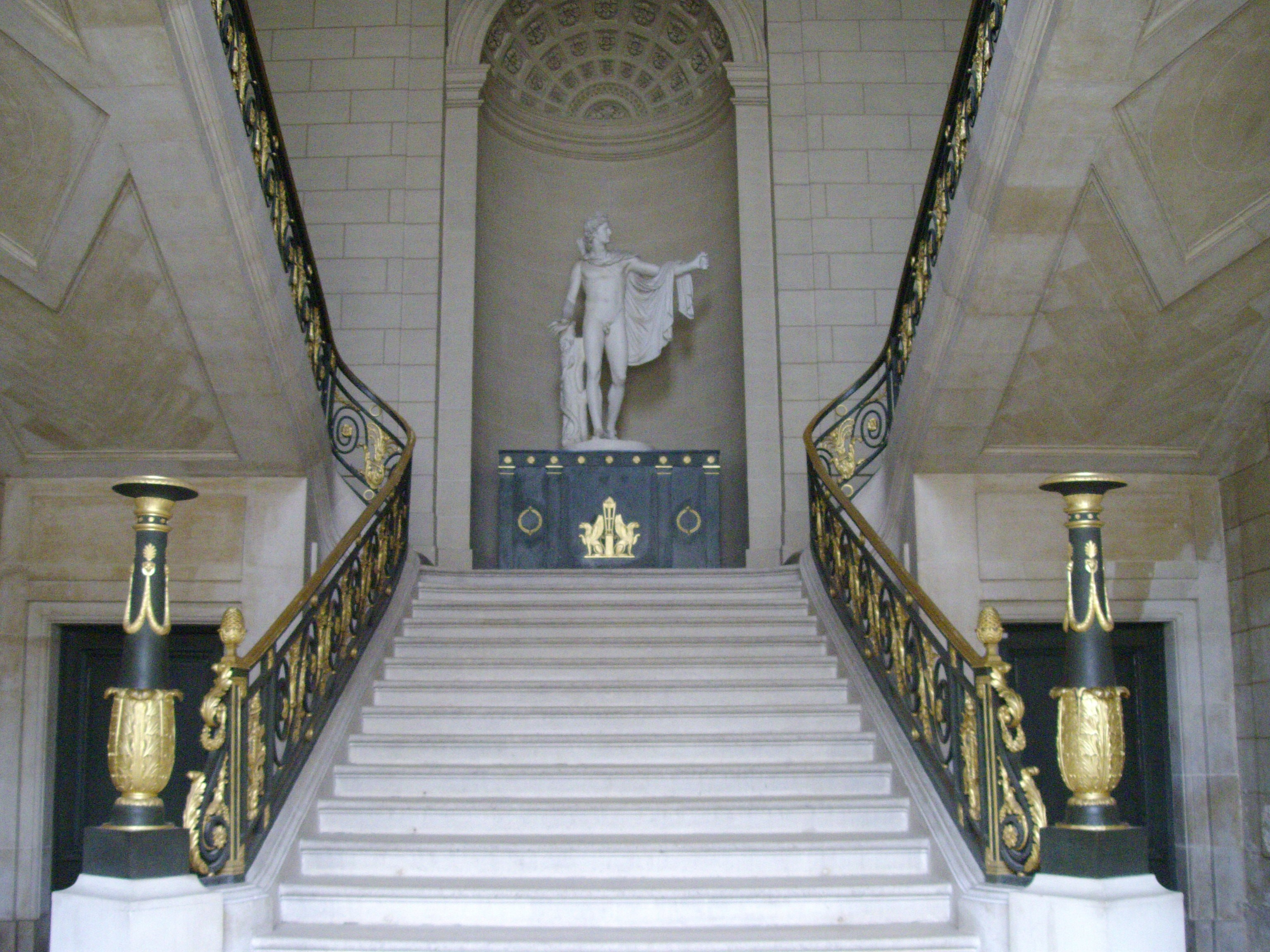
Die Treppe der Königin

Im Ehrenhof existiert rechter Hand in der Mitte des Südost-Flügels ein Nebeneingang zu den historischen Appartements. Hinter diesem liegt ein Treppenhaus mit der Treppe der Königin (französisch escalier de la Reine). Seit dem Ersten Kaiserreich trägt sie aufgrund einer Apollon-Statue in einer Nische auf dem Treppenabsatz auch den Namen Apollontreppe (französisch escalier d’Apollon). Sie wurde 1784 nach Entwürfen von Louis Le Dreux de la Châtre fertiggestellt und besitzt ein schmiedeeisernes Geländer, das von dem aus Compiègne stammenden Schmied Raguet angefertigt und zwei Jahre später installiert wurde. Über die Treppe gelangt der Besucher zum ehemaligen Appartement der Königin, das heute Appartement des Königs von Rom (französisch appartement du Roi de Rome) genannt wird. Zur Zeit Ludwigs XVI. wurde dieser Bereich des Schlosses von seiner Frau Marie-Antoinette bewohnt. Napoleon brachte dort im Jahr 1808 vorübergehend den abgesetzten spanischen König Karl IV. unter und verwandelte die Räume nach dessen Weggang zu einem prächtig ausgestatteten Gästeappartement für ausländische Herrscher. Unter anderem nutzten Napoleons Bruder Louis, König von Holland, und dessen Frau Hortense die Räume, ehe diese nach der Geburt von Napoleons Sohn Napoleon Franz 1811 zu dessen Appartement wurden. Der König von Rom bewohnte es jedoch nur bei einem einzigen Aufenthalt in Compiègne 1811. 1814 weilte der aus dem Exil zurückgekehrte Ludwig XVIII. auf seinem Weg nach Paris für einige Tage in diesem Appartement, weil er nicht in den Räumen des kaiserlichen Appartements mit ihren zahlreichen napoleonischen Symbolen wohnen wollte. Anschließend nutzte sein Bruder diese Räume, ehe er 1824 als Karl X. den französischen Thron bestieg und damit den Platz für seinen Sohn Louis-Antoine, den Herzog von Angoulême, und dessen Frau Marie Thérèse Charlotte freimachte. In der Julimonarchie waren die Zimmer, die zu jener Zeit Appartement A genannt wurden, durch den Sohn des Königs, Ferdinand Philippe, Herzog von Orléans, belegt. Ihm folgte während des Zweiten Kaiserreichs die Cousine Napoleons III., Prinzessin Mathilde, als Bewohnerin. Bei der Restaurierung des Appartements wurde mit einer Ausnahme in allen Zimmern der Zustand des Ersten Kaiserreichs wiederhergestellt und die Räumen mit den originalen Möbeln jener Epoche ausgestattet. Alle Zimmer besitzen weiße Täfelungen und Seidentapeten an den Wänden.
Die Treppe der Königin endet im ersten Obergeschoss in einem kleinen Vorzimmer, das zu einem zweiten Vorzimmer weiterleitet. Von dort gelangt der Besucher über eine  Kleine Granitgalerie (französisch petite galerie du Granit) oder auch Kleiner Granitkorridor (französisch petit corridor du Granit) genannten schmalen Flur zum großen Vorzimmer des Appartements des Kaisers, das früher auch zum Appartement der Königin gehörte. Heute betritt man die Raumfolge aber vom zweiten Vorzimmer aus, das in den Ersten Salon (französisch premier salon) leitet. Dieser Raum ist auch als Hochzeitssalon (französisch salon des Noces) bekannt, weil in ihm die Tapisserie Roland oder die Hochzeit der Angelika nach einem Karton Charles Antoine Coypels hängt. Der Wandbehang wurde zwischen 1790 und 1805 in der Gobelin-Manufaktur angefertigt. In napoleonischer Zeit diente der Salon als Spielzimmer. Die Supraporten bestehen aus Grisaillemalereien von Piat-Joseph Sauvage, welche die sechs Musen Klio, Euterpe, Thalia, Melpomene, Urania und Erato zeigen. Das Mobiliar dieses Raums fertigte der Kunsttischler Pierre-Benoît Marcion.
Nach dem Hochzeitssalon folgt der Spielsalon der Königin (französisch salon des Jeux de la Reine), auch Zweiter Salon (französisch second salon) genannt. Es ist der einzige Raum in diesem Appartement, der von 1952 bis 1956 nicht im Stil des Ersten Empires, sondern im Zustand der Zeit Ludwigs XVI. restauriert wurde. Die Supraporten wurden 1789 von Sauvange angefertigt und zeigen die vier Elemente als spielende Kinder. Zum Mobiliar des Salons gehören zwei Kommoden von Guillaume Bennemann mit vergoldeten Bronze-Ornamenten, welche die Initialen Königin Marie-Antoinettes nachformen.
Der nachfolgende Raum ist das Schlafzimmer des Königs von Rom (französisch chambre à coucher du Roi de Rome), das ursprünglich einmal als Schlafzimmer Marie-Antoinettes diente. Seine Supraporten von Sauvage aus dem Jahr 1784 zeigen die vier Jahreszeiten. Für den ornamentalen Schmuck des Raums waren der Bildhauer Randon und Pierre-Nicolas Beauvallet verantwortlich. Die blau-goldenen Bezüge der Sitzmöbel wurden ursprünglich für das Schlafzimmer Joséphine de Beauharnais im Schloss Saint-Cloud gefertigt, ebenso wie die beiden gestreiften Seidentapeten rechts und links des Himmelbetts. Zur Ausstattung des Schlafzimmers gehören auch vier Gemälde mit pompejianischen Motiven aus dem Jahr 1810, die aus dem Atelier von Dubois und Redouté stammen.
Vom Schlafzimmer des Königs von Rom führt eine Tür zu einem kleinen Boudoir, dessen Mobiliar sich schon zu Zeiten des spanischen Ex-Königs Karl IV. dort befand. Dem Zimmer schließt sich ein großzügig geschnittenes Badezimmer an. Dieser Raum wurde zwar während des Zweiten Kaiserreichs verändert, mit den Restaurierungsarbeiten des 20. Jahrhunderts aber wieder in den Zustand des Ersten Kaiserreichs zurückgeführt. Vier Säulen mit korinthischen Kapitellen umrahmen die grün glasierte Bronzewanne mit Armaturen in Schwanenform. Letztes Zimmer der Raumabfolge ist ein kleiner Salon, der aufgrund seines intimen Charakters Boudoir-Salon (französisch salon-boudoir) genannt wird.

#### Prinzliches Doppelappartement
Von der Treppe der Königin ist auch das Prinzliche Doppelappartement (französisch appartement double de Prince) erreichbar. Außerdem besitzt dieses eine Verbindung zum Appartement des Königs von Rom. Der Grund dafür ist darin zu suchen, dass die Räume zur Zeit Marie-Antoinettes für deren beiden Kinder, den Dauphin Louis Charles de Bourbon und seine Schwester Marie Thérèse Charlotte, bestimmt waren. Napoleon richtete die Zimmer 1807 neu ein, um dort ein ausländisches Prinzenpaar beherbergen zu können. Seit jener Zeit trägt die Raumfolge ihren heutigen Namen, denn zu ihr gehörten zwei Schlafzimmer. 1808 war ein Teil des Appartements durch die spanische Ex-Königin Maria Luise von Bourbon-Parma belegt. 1810 nutzten Napoleons jüngerer Bruder Jérôme Bonaparte und seine Frau Katharina von Württemberg die Räume, und erneut noch einmal vom 14. November 1813 bis zum 10. Januar 1814, nachdem sie aus ihrem Königreich Westphalen vertrieben worden waren. Ihnen folgten während der Herrschaft Karls X. zuerst der Herzog und die Herzogin von Berry, Charles Ferdinand d’Artois und Maria Karolina von Neapel-Sizilien, dann Marie Thérèse Charlotte de Bourbon, die damit dieselben Zimmer wie in ihrer Kindheit bewohnte. Während der Julimonarchie wurde die Raumfolge Appartement B genannt und durch Louis-Philippes Söhne genutzt. Während der séries des Zweiten Kaiserreichs in drei kleinere Appartements namens Appartement B1, B2 und B3 unterteilt, dienten die Räume zur Unterbringung von besonders wichtigen Gästen, so zum Beispiel von Napoléon Joseph Charles Paul Bonaparte und seiner Frau Marie Clotilde von Savoyen.
Alle neun Räume wurden im Zustand des Ersten Kaiserreichs restauriert. Ein Vorzimmer durchquerend erreicht der Besucher des Appartements ein Esszimmer und daran anschließend einen Erster Salon (französisch premier salon) genannten Raum, der als Wartezimmer diente und nur einfaches, bemaltes Mobiliar besitzt. Ihm folgt ein Zweiter Salon (französisch second salon), der zur Zeit Ludwigs XVI. das Schlafzimmer des Dauphins war. Heute befindet sich kein Bett mehr im Raum, sondern Tische und Stühle aus der Werkstatt Pierre Benoît Marcions, die zeigen, dass dieser Salon unter Napoleon als Spielzimmer genutzt wurde. Die Wandbespannung ist ein Golddamast, der ursprünglich einmal für den kleinen Salon Joséphine de Beauharnais in Saint-Cloud hergestellt wurde, dort aber nie zum Einsatz kam.
Heute besitzt das Prinzliche Doppelappartement nur noch einen Schlafraum, der Großes Schlafzimmer (französisch grand chambre à coucher) heißt. Sein architektonisches Dekor ist noch aus dem 18. Jahrhundert. So stammen die Supraporten mit Grisaillemalereien von Piat-Joseph Sauvage, waren jedoch vor der napoleonischen Zeit in einem anderen Raum angebracht. Zwei Gemälde, die spielende Kinder zeigen, hingen zuvor im Puderkabinett des Königs. Die Möbel sind im Empire-Stil gehalten und stammen aus der Werkstatt Jacob-Desmalter.
Zum Appartement gehörten außerdem ein kleines Vorzimmer, ein Durchgangszimmer, der sogenannte Seitliche Salon (französisch salon latéral) mit drei Tapisserien aus der Gobelin-Manufaktur und der salon circulaire, in dem ein Kamin installiert ist, der noch aus dem Vorgängerbau Karls V. stammt.

#### Sonstige Räume
Vom Ehrenhof betritt der Besucher durch das Hauptportal ein Vestibül, das Säulengalerie (französisch galerie des Colonnes) genannt wird. Die 53,6 × 12 Meter messende Halle nimmt das gesamte Erdgeschoss dieses Flügels ein. Sie wird durch zwei Reihen toskanischer Säulen in drei Schiffe unterteilt und besitzt eine Decke mit einer flachen Tonne. Die schwarzen und weißen Fliesen des Fußbodens sind in einem geometrischen Muster verlegt. Im 18. Jahrhundert war die Säulengalerie vollkommen leer und schmucklos. Erst während des Ersten Kaiserreichs wurden 1808 die heutigen acht Büsten von römischen Kaisern und Kaiserinnen aufgestellt. Die Beleuchtung erfolgt nicht durch Elektrizität, sondern durch vier große Leuchter mit Öllampen.
Das Vestibül führt zu einer zweiläufigen Ehrentreppe, die Treppe des Königs (französisch grand degré du Roi oder escalier du Roi) genannt wird. Sie besitzt ein kunstvoll gefertigtes, schmiedeeisernes Geländer aus dem 18. Jahrhundert, das wie im Fall der Treppe der Königin nach Entwürfen Louis Le Dreux de la Châtres von dem Schmied Raguet angefertigt wurde. Es ist mit Silber und Gold überzogen. Unter Napoleon wurde das Dekor des Treppenhauses nach Entwürfen von Charles Percier und Pierre-François-Léonard Fontaine verändert und die Decke erhöht. Deren Bemalung stammt aus den Werkstätten Dubois und Redouté. Auf dem Treppenabsatz steht ein gallo-römischer Sarkophag, der früher in der Abteikirche Saint-Corneille als Taufbecken genutzt wurde.

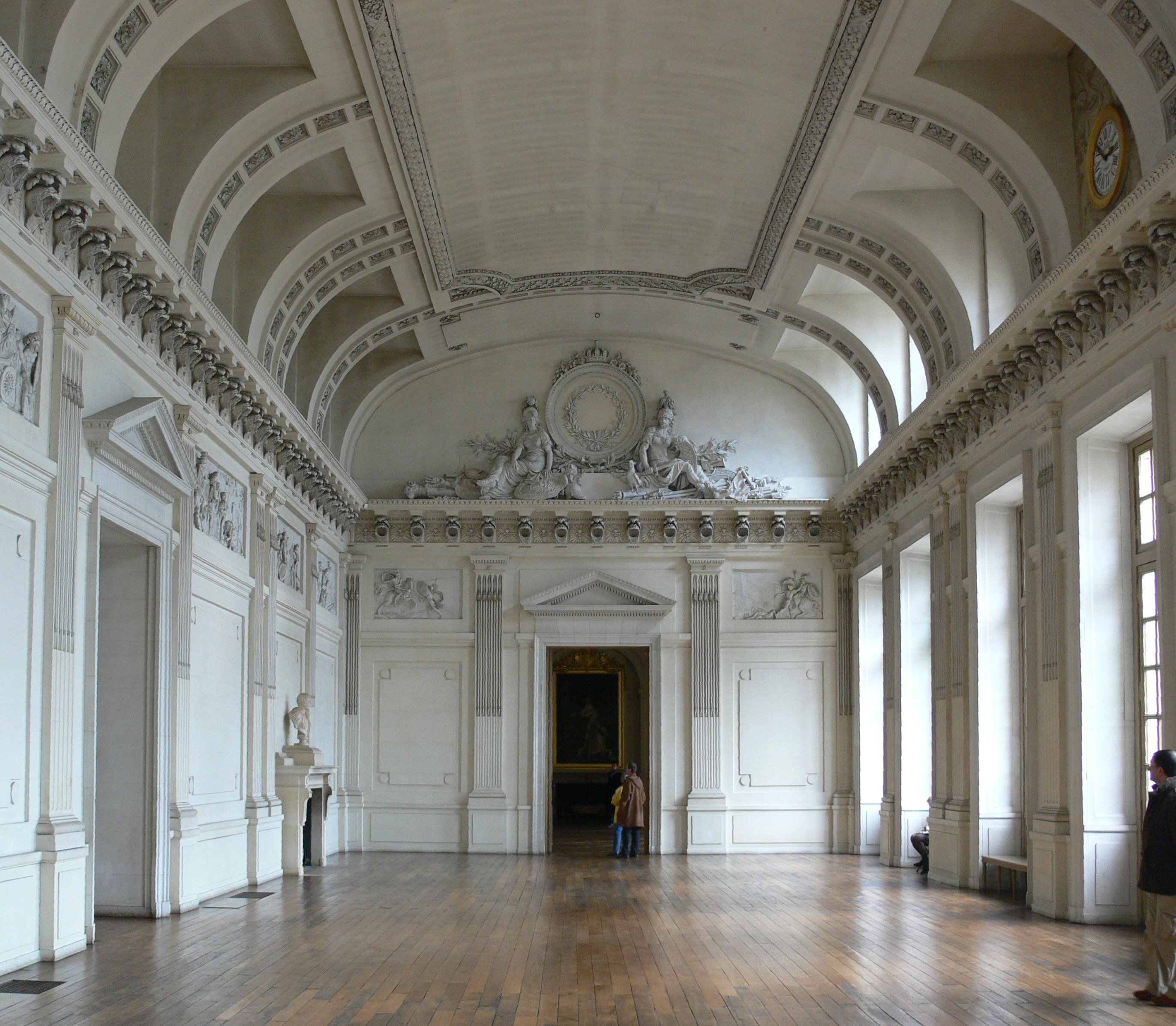
Der Saal der Wachen

Die Treppe des Königs verbindet das Vestibül im Erdgeschoss mit dem Saal der Wachen (französisch salle des Gardes) in der Beletage. Dieser Raum wurde ab 1960 im Zustand der Zeit Ludwigs XVI. restauriert. Im Ersten Kaiserreich trug er den Namen Galerie der Minister (französisch galerie des Ministres), weil dort zehn Porträtgemälde französischer Minister aufgehängt waren. Das Gesims des tonnengewölbten Saals ruht auf einem Fries aus Helmen in Form von aufgerissenen Löwenmäulern, zwischen denen sich Fleur-de-Lys befinden. Das Skulpturendekor stammt von Pierre-Nicolas Beauvallet, so auch die Pilaster an den Wänden, deren Kanneluren die Form von Lanzen besitzen. Ebenso fertigte Beauvallet die beiden Reliefs über den Türen, die mythologische Figuren zeigen.

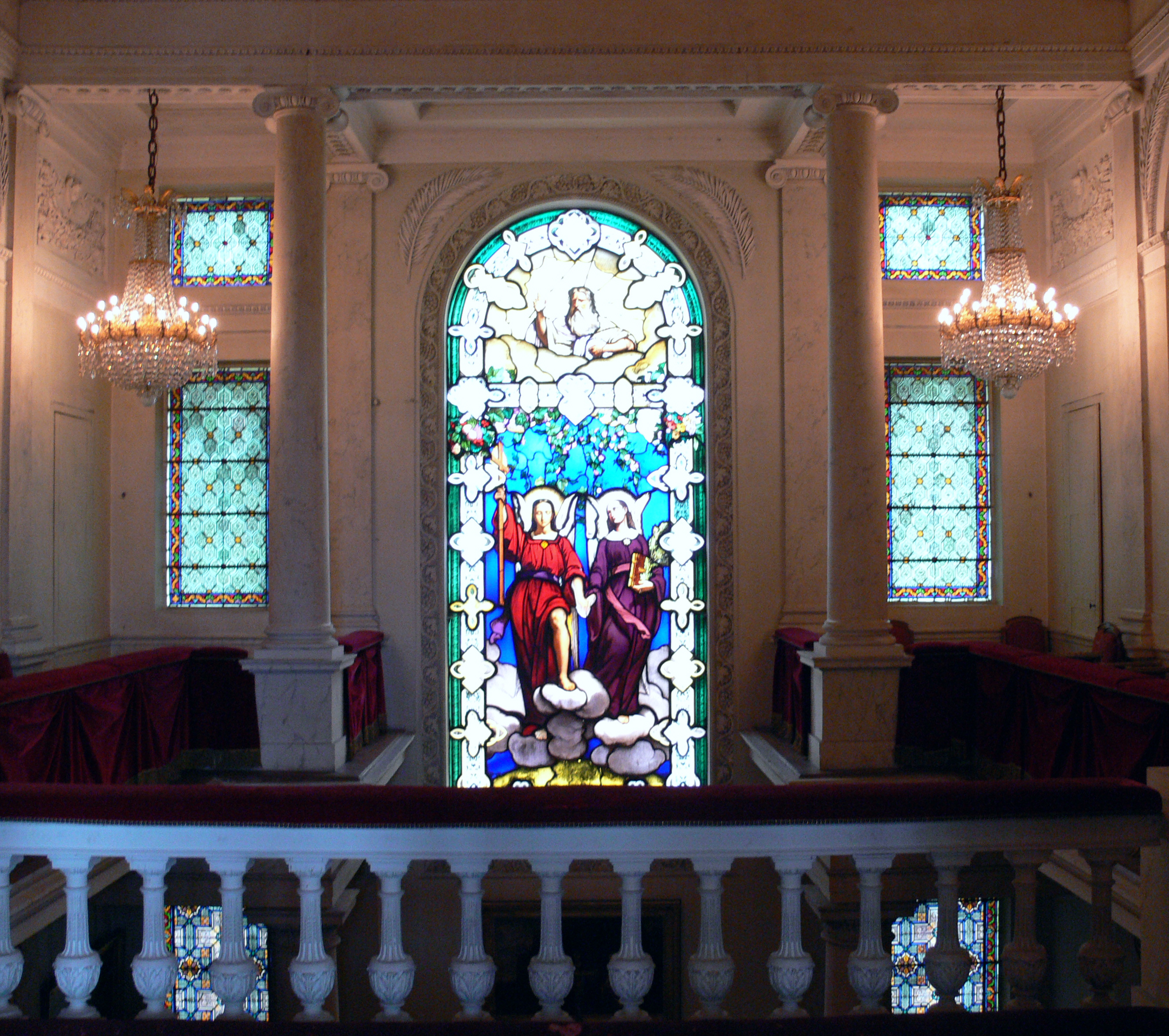
Schlosskapelle, Blick von der Empore

Eine der beiden Türen im Saal der Wachen führt nach Durchqueren eines Vorraums zur Schlosskapelle. Sie ist ein Nachfolgebau der an gleicher Stelle durch Karl V. errichteten Kapelle. Gemessen an der Größe der gesamten Schlossanlage ist dieser Kirchenbau vergleichsweise klein. Eine größere Kapelle wurde zwar im 18. Jahrhundert durch Ange-Jacques Gabriel geplant, aber niemals verwirklicht. Während des Ersten Kaiserreichs wurde die Ausstattung nach Entwürfen von Louis Martin Berthault durch Ambroise Joseph Thélène überarbeitet. Die Mehrheit ihrer heutigen Ausstattung erhielt die Kapelle während der Julimonarchie, als König Louis-Philippe anlässlich der Hochzeit seiner Tochter Louise an den Längsseiten Emporen mit vergoldetem Mobiliar installieren und neue Glasfenster einsetzen ließ. Diese stammen aus der Werkstatt Ziegler aus Sèvres. Die Statuen am Boden sind Kopien von Skulpturen vom Herzgrab des Herzogs von Longueville, Henri d’Orléans. Die Originale befinden sich seit 1845 im Louvre.

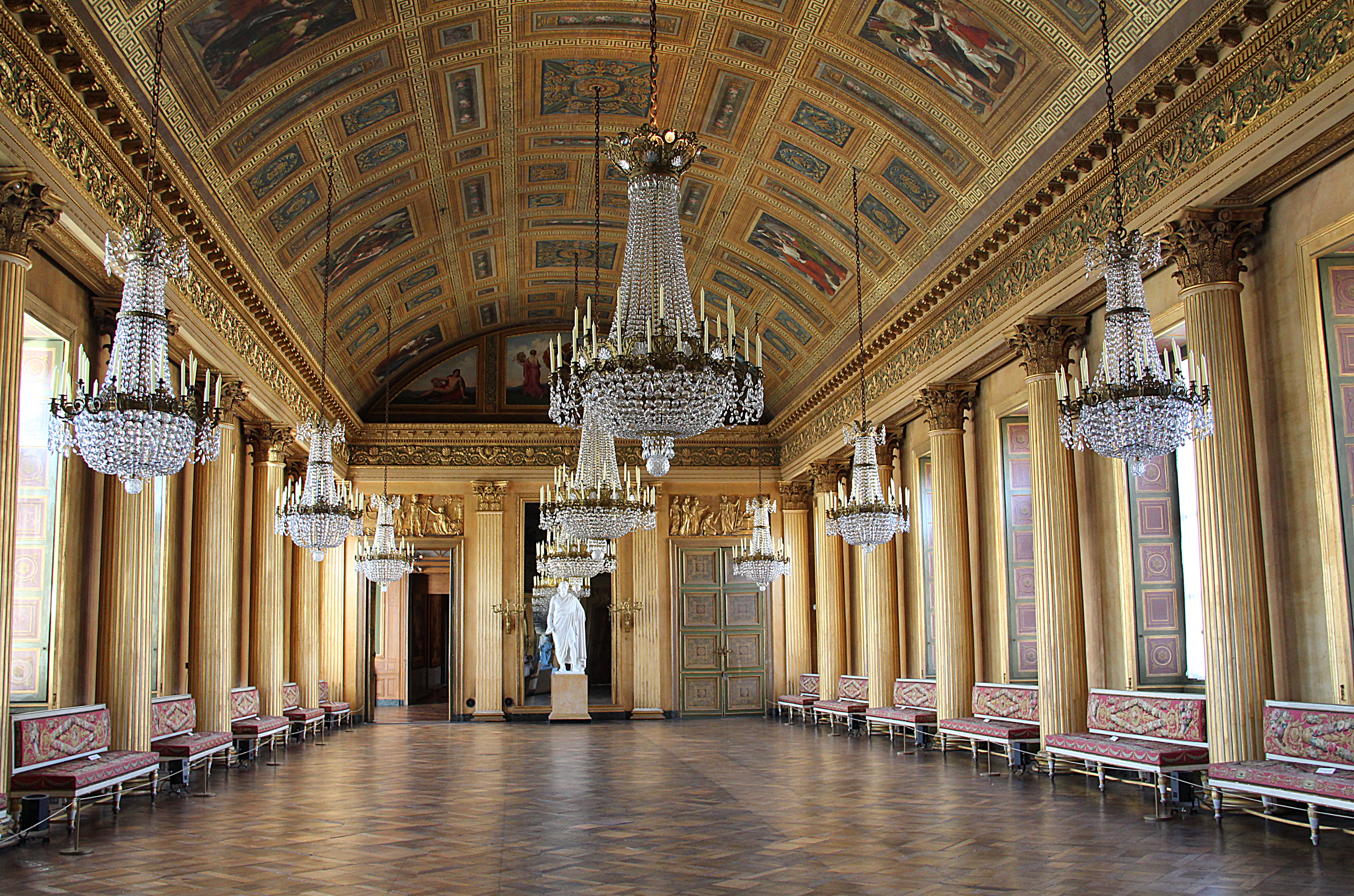
Die Ballgalerie

Vom Kapellenvorraum gelangt man über die galerie des Revues, in die Ballgalerie (französisch galerie de Bal, auch galerie des Fêtes genannt). Den 45 × 13 Meter großen und 10 Meter hohen Festsaal ließ Napoleon ab 1809 einrichten. Während der séries im Zweiten Kaiserreich wurde er nicht nur als Ballsaal, sondern auch für große Bankette mit mehr als 100 Personen genutzt. Ihn überspannt ein Tonnengewölbe, das an seinen Längsseiten von insgesamt 20 korinthischen Säulen mit vergoldeten Kapitellen und Kannelierungen getragen wird. Das Deckengemälde aus den Werkstätten von Louis und Étienne Dubois sowie von Antoine und Pierre-Joseph Redouté wurde zwischen 1811 und 1812 realisiert. Es imitiert eine Kassettendecke und zeigt die wichtigsten militärischen Erfolge des Kaisers, so zum Beispiel Rivoli, Moskau und Austerlitz. Die Gemälde an den Stirnseiten des Saals stammen von Anne Louis Girodet. Die mythologischen Szenen malte er in der Zeit von 1814 bis 1816 und ersetzte damit die dort zuvor befindlichen Wappen Napoleon Bonapartes. Die Reliefs über den Türen sind ein Werk des Bildhauers Charles-Auguste Taunay. Sie zeigen antike Götter und Heldengestalten. Die beiden in der Ballgalerie aufgestellten Statuen aus weißem Marmor stellen Napoleon und seine Mutter Laetitia Ramolino dar. Es handelt sich dabei um Kopien von Skulpturen Antoine-Denis Chaudets und Antonio Canovas. Napoleon III. ließ sie dort 1857 in Gedenken an seine Vorfahren platzieren.
Ebenfalls von der galerie des Revues ist die 1858 unter Napoleon III. errichtete Natoire-Galerie (französisch galerie Natoire) erreichbar. Ihr Innenausbau war 1859 beendet. Sie wurde nach dem Maler benannt, dessen neun Gemälde mit Motiven aus der Geschichte von Don Quijote dort aufgehängt sind: Charles-Joseph Natoire. Er hatte diese zwischen 1734 und 1743 im Auftrag von Pierre Grimod du Fort, Graf von Orsay, als Kartons für Tapisserien angefertigt, die für Grimods Pariser Residenz, das Hôtel de Chamillart, bestimmt waren. Sie hingen bereits seit 1849 in der Jagden-Galerie, ehe sie an ihren heutigen Ort gebracht wurden. Der Graf hatte insgesamt zehn Vorlagen in Auftrag gegeben, die zehnte befindet sich jedoch nicht im Schloss Compiègne, sondern im Louvre. Die nach den Kartons gefertigten Wandbehänge sind heute im Musée des Tapisseries in Aix-en-Provence zu sehen. Weitere besondere Ausstattungsstücke sind zwei Vasen aus der Porzellanmanufaktur in Sèvres von 1867 und Möbel von Jacob-Desmalter sowie von Joseph Quignon. Zur Natoire-Galerie gehören zwei Vorzimmer an den Stirnseiten des Raums. In einem von ihnen stehen Vitrinen mit Exponaten aus dem einstigen gallo-römischen Museum Napoleons III.
Heute führt die Natoire-Galerie zu einer Brücke, die wiederum zum Kaiserlichen Theater (französisch théâtre impérial) auf der anderen Seite der rue d’Ulm weiterleitet. Dieses 1200 Plätze bietende Theater wurde 1867 von Napoleon III. in Auftrag gegeben, blieb aber durch die Ereignisses des Deutsch-Französischen Kriegs (1870–1871) unvollendet. Es wurde erst 1991 als Konzertsaal eröffnet. Seine Innenarchitektur ist von der Oper des Schlosses Versailles inspiriert.
Das Kaiserliche Theater, im Zusammenhang mit dem Schloss manchmal auch Großes Theater (französisch grand théâtre) genannt, sollte seinerzeit das alte Kleine Theater (französisch petit théâtre) ersetzen. Dieses wurde 1832 anlässlich der Hochzeit von Prinzessin Louise d’Orléans mit Leopold I. von Belgien im Ballhaus (französisch jeu de paume) eingerichtet und bot bis zu 800 Zuschauern Platz. Nachdem jedoch die Krinoline Einzug in die Mode gehalten hatte, fasste das Kleine Theater nur noch 500 Personen. Für die Wand- und Deckenmalerei zeichnete Étienne Dubois verantwortlich. 1835 fertiggestellt, war das Kleine Theater schon mit einer Zentralheizung ausgestattet. Seine hölzerne Kulissentechnik ist samt zwölf Bühnenbildern aus dem Atelier von Pierre-Luc Cicéri noch original erhalten. Der große Lüster wurde von Napoleon III. aus dem Tuilerienpalast mitgebracht.
Im Mezzanin des Flügels der Königin ist die Gästebibliothek (französisch bibliothèque des invités) erhalten geblieben. Napoleon III. richtete sie 1860 nach Entwürfen von Jean-Louis Victor Grisart für die Eingeladenen der séries mit Möbeln von Victor Marie Charles Ruprich-Robert ein. Der Raum ist noch nicht restauriert und damit im Original-Zustand des 19. Jahrhunderts.

### Schlosspark und -garten

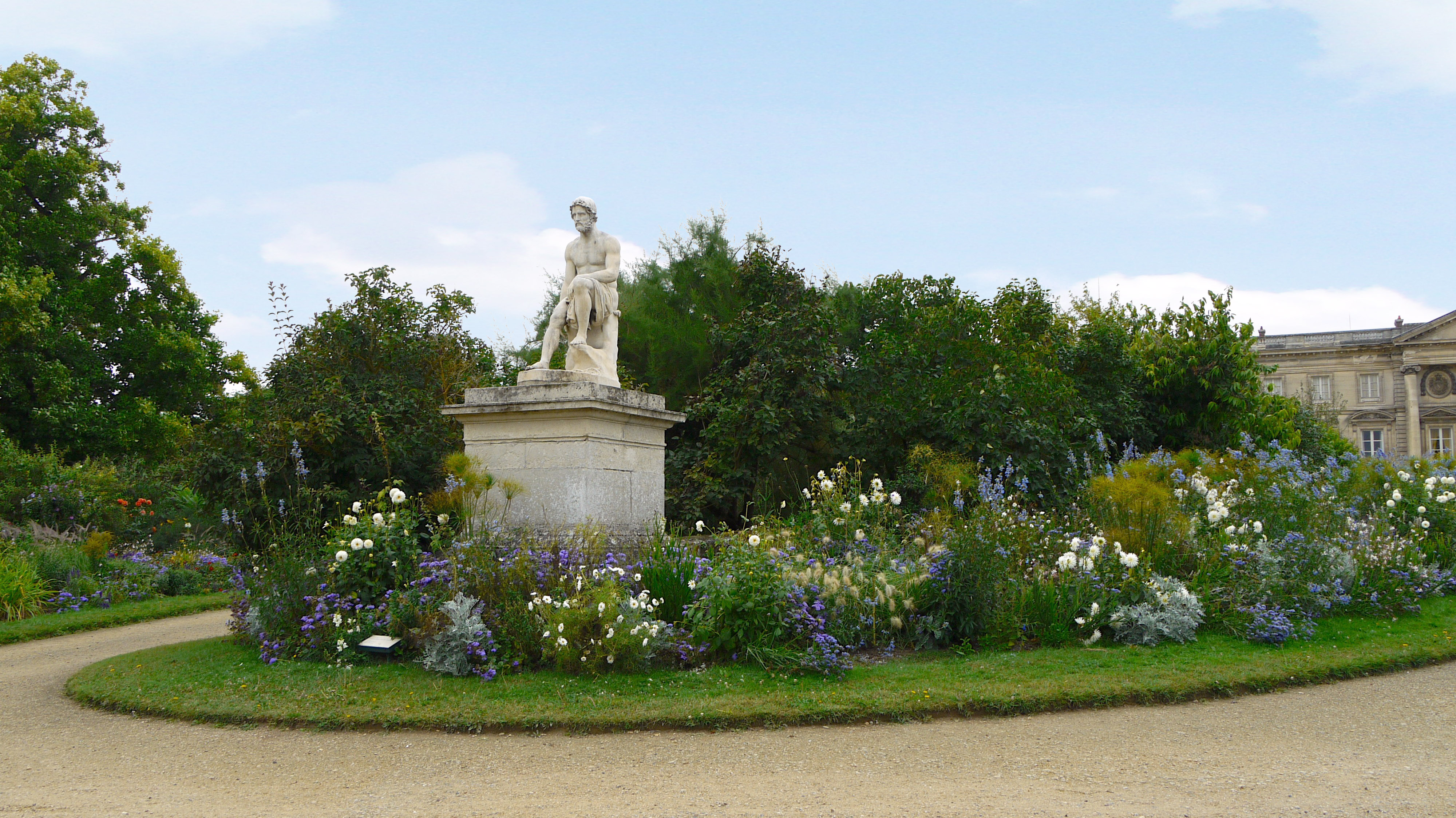
Partie im Schlosspark

Schon für das 16. Jahrhundert ist in Compiègne ein unter Karl IX. angelegter Schlossgarten überliefert. Ludwig XIV. ließ 1684 – als eine der wenigen von ihm an der Anlage vorgenommenen Veränderungen – in einem der Schlosshöfe einen kleinen Barockgarten, den jardin bas, anlegen, der aber späteren Umbauten zum Opfer fiel. Die Grunddisposition des heutigen Schlossgartens, der Kleiner Park (französisch petit parc) genannt wird und östlich des Schlosskomplexes liegt, geht jedoch auf einen Entwurf Ange-Jacques Gabriels aus der Mitte des 18. Jahrhunderts zurück, der von den Gartenanlagen in Marly inspiriert war. Wegen finanzieller Schwierigkeiten wurde der Plan nie vollständig umgesetzt, und der Garten war bei Ausbruch der Französischen Revolution auch noch nicht beendet. Gabriels Pläne sahen ein 700 × 280 Meter großes Gartenareal mit Wasserspielen und Broderieparterres vor, zwischen denen sich Rasenflächen erstreckten. An den Längsseiten des Gartens verliefen Alleen die sich am südöstlichen Ende trafen und einen Halbkreis formten. Nördlich des Gartens hatte Ludwig XV. für Madame de Pompadour ein Lustschlösschen, die sogenannte  Einsiedelei, errichten lassen, die heute nicht mehr erhalten ist. Auch von den unter Gabriel und seinem Nachfolger ausgeführten Bepflanzungen ist – mit Ausnahme zweier langgestreckter Lindengruppen an den Längsseiten des Gartens – nichts mehr erhalten, denn 1798 wurden durch die Nutzung des Schlosses als Kaserne sämtliche kleineren Beete und Anpflanzungen zerstört. Ähnlich verhält es sich mit dem Boskett des Königs (französisch bosquet du Roi), das im 18. Jahrhundert an der Nordspitze des Schlosses auf einem Plateau zum porte Chapelle genannten Stadttor angelegt wurde und mit dem Boskett der Königin (französisch bosquet de la Reine) ein Pendant an der Südspitze besaß. Während Letzteres heute noch existiert, wurde das Boskett des Königs 1820 durch einen Rosengarten ersetzt, zu dem auch ein beheizbares Gewächshaus gehörte. Der Garten wurde in den späten 1990er Jahren nach einer Beschreibung aus dem Jahr 1821 rekonstruiert. Sein Wasserbassin ist ein Überbleibsel des Gabrielschen Barockgartens und wurde bei der Neuanlage des Rosengartens im 19. Jahrhundert dorthin transferiert. In diesem Garten finden sich neben diversen Rosenarten wie Damaszener-Rosen, Zentifolien, Essig-Rosen, Noisette-Rosen und Pfingstrosen auch Türkischer Mohn sowie Schwertlilien.

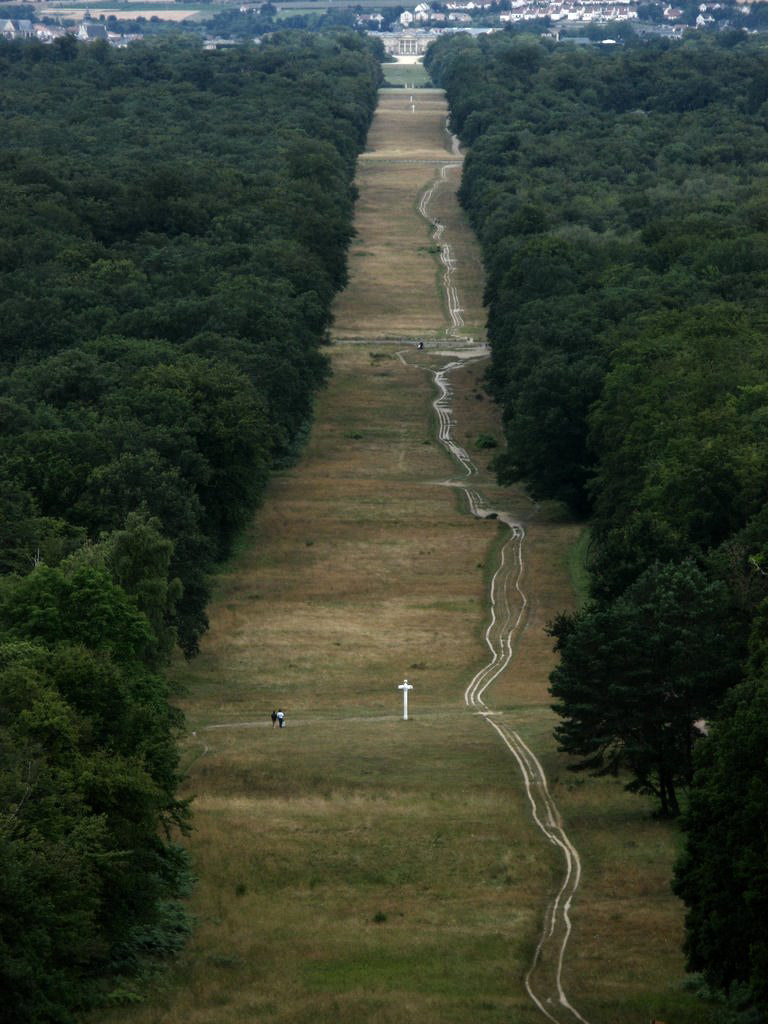
Die rund 4,5 km lange, avenue des Beaux-Monts genannte Schneise

Das heutige Aussehen des Kleinen Parks resultiert aus einer vollständigen Neubepflanzung ab 1812. Dabei wurde der zerstörte Barockgarten durch einen Englischen Landschaftsgarten ersetzt. Zuvor hatte Napoleon Bonaparte ab 1808 noch einige Pflanzungen nach der alten Konzeption Gabriels vornehmen lassen, um seiner Ehefrau Marie-Louise von Österreich einen Park präsentieren zu können, der sie ein wenig an den Schlossgarten in Schönbrunn erinnern sollte. Dazu zählte auch die Errichtung eines mit Kletterrosen und Pfeifenblumen bewachsenen Laubengangs, der es dem Kaiserpaar erlaubte, trockenen Fußes und ohne von der Sonne beschienen zu werden in den Wald von Compiègne zu gelangen. Ebenfalls aus napoleonischer Zeit stammen zwei von ehemals drei Gartenpavillons im Stil des Palladianismus, die durch Louis Martin Berthault errichtet wurden. Auf dessen Entwürfen basierte auch die Umwandlung des alten französischen Gartens in einen Landschaftspark. Dazu ließ Berthault 70.000 Bäume und Sträucher pflanzen, darunter auch Exoten und seltene Gewächse. Insgesamt wurden 130 verschiedene Pflanzenarten bei der Neukonzeption verwendet. Letzte Änderungen am Schlosspark wurden unter Napoleon III. vorgenommen, der weitere exotische Pflanzen im Kleinen Park anpflanzen ließ, sodass heute dort zum Beispiel Libanon-Zedern, Zierkirschen, Rotbuchen und Tulpenbäume wachsen. Auch ließ der Kaiser auf der Schlossterrasse diverse Pflanzkübel mit exotischen Gewächsen aufstellen, darunter Granatapfelbäumchen, Palmen, Lorbeerbäume und Kamelien. Die Tradition der Kübelpflanzen wird bis heute fortgeführt. Um vom Park einen freien Blick auf den nördlich von Compiègne liegenden Berg Mont Ganelon zu erhalten, befahl Napoleon III. aber auch den Abriss von Teilen des Laubengangs.
Der Kleine Park mündet in den sogenannten Großen Park (französisch grand parc), ein 766 Hektar großes Waldstück, das von sternförmig angelegten Wegen durchzogen ist. Er wurde zwar auf Wunsch Napoleons angelegt, die Entwürfe dazu stammten aber noch von Ange-Jacques Gabriel. Der Große Park geht nahtlos in den Wald von Compiègne über. Alle Landschaftselemente verbindet eine über vier Kilometer lange Schneise, die als Sichtachse mittig an der Gartenfassade des Schlosses beginnt und auf einem les Beaux Monts genannten Hügel endet. Auf dieser Mittelachse liegt auch die von Napoleon Bonaparte angelegte Kutschenrampe, die vom Garten hinauf zur Schlossterrasse führt. Diese ist von einer steinernen Balustrade begrenzt, auf der Statuen im antiken Stil stehen. Die ersten zwei Gartenskulpturen wurden 1811 im Schlosspark aufgestellt. Unter Karl X. und Louis-Philippe kamen weitere 15 Statuen und Vasen hinzu, die Kaiser Napoleon III. durch weitere Skulpturen komplettierte. Normale Bürger mussten aber bis zum September 1870 warten, um die Kunstwerke bewundern zu können, denn der Park wurde erst in der Dritten Republik der Öffentlichkeit zugänglich gemacht. Teile von ihm wurden ab 1981 restauriert.

## Museen
Das Schloss kann auf eine lange Tradition als Museum zurückblicken. Schon 1874 wurde dort ein Museum zur Khmer-Kultur eingerichtet. Es folgte ein archäologisches Museum im Saal der Wachen, in dem Funde aus den durch Napoleon III. initiierten Grabungen rund um Compiègne zu sehen waren. Außerdem befanden sich zeitweilig zwei Galerien im Schloss. All diese Institutionen wurden wieder geschlossen oder zogen um. Heute befinden sich drei neue Museen in dem Gebäudekomplex.

### Musée du Second Empire

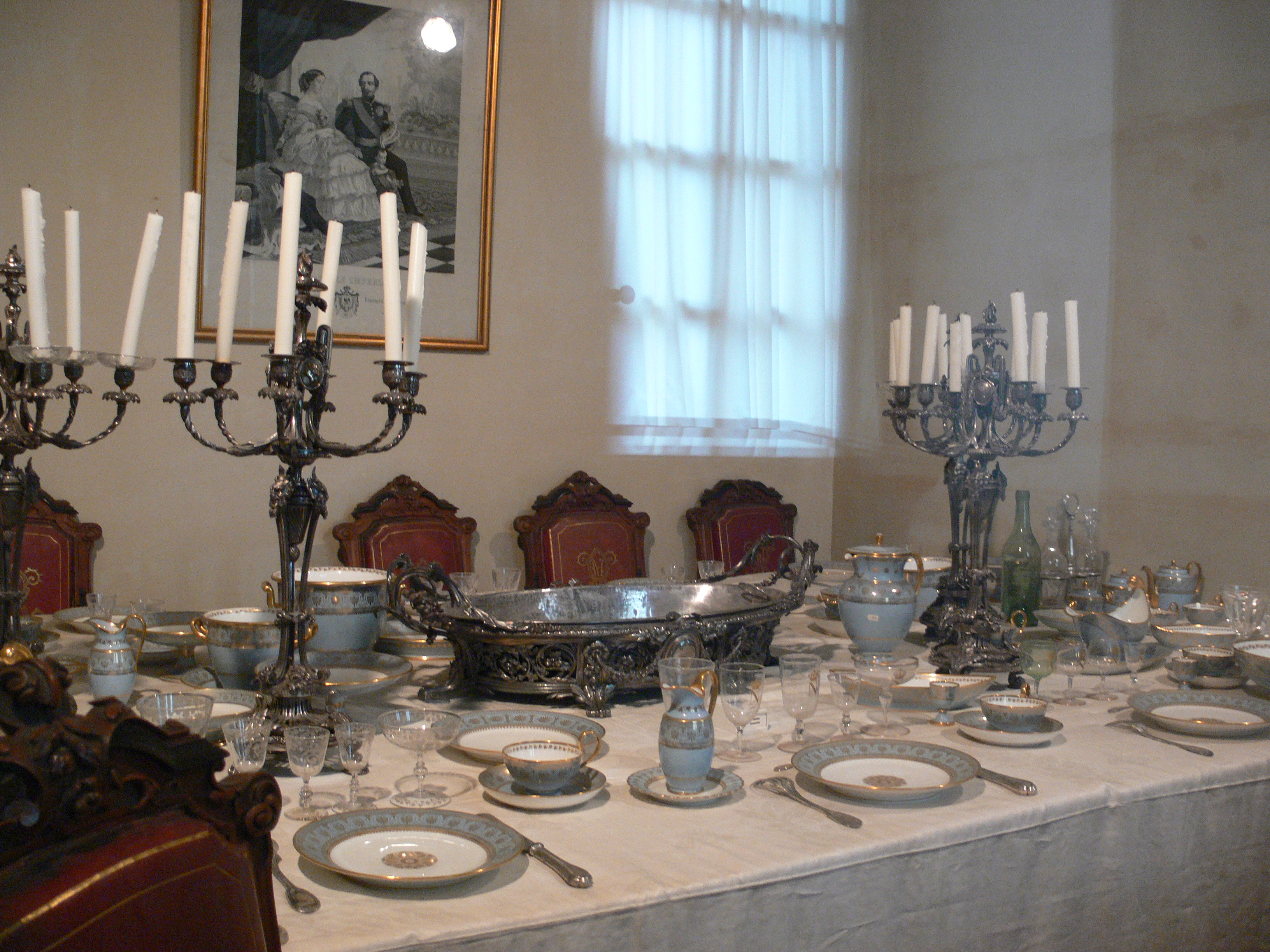
Gedeckte Tafel im Musée du Second Empire

Im Erdgeschoss des Marschallsflügels öffnete 1953 ein Interieurmuseum seine Pforten, welches das Zweite französische Kaiserreich zum Thema hat. Die Ausstellung war lange Jahre vorbereitet worden, schon seit 1942 war man damit beschäftigt. Die schlosseigenen Exponate wurden durch eine Sammlung aus Malmaison und eine Kollektion Louis Napoléon Bonapartes ergänzt und vergrößert. So widmet sich die Ausstellung hauptsächlich drei Themen rund um diese Zeit: zum ersten Kaiser Napoleon III. und seiner Familie, zum zweiten dem Hofleben im Zweiten Kaiserreich und zum dritten der Kunst und Kultur unter Napoleon III. Zu den Exponaten gehören zahlreiche Gemälde, darunter Franz Xaver Winterhalters Die Kaiserin Eugénie umgeben von ihren Hofdamen. Weitere in der Ausstellung vertretende Maler sind Édouard Dubufe, Paul Baudry, Eugène Giraud, Joseph Meissonnier und Honoré Daumier. Des Weiteren sind die Skizzen Thomas Coutures zu seinem Monumentalgemälde, das die Taufe des kaiserlichen Prinzen darstellt, zu sehen. Neben Gemälden werden auch zahlreiche Skulpturen gezeigt. Zu den wichtigsten darunter zählen die unvollendete Marmorbüste Napoleons III. von dem Bildhauer Jean-Baptiste Carpeaux sowie dessen Bronzestatue Der kaiserliche Prinz und sein Hund Nero. Außerdem zeigt die Ausstellung Möbel, Tapeten und Vorhänge sowie weitere Kunstobjekte aus jener Epoche. Ein Raum der insgesamt 15 ist vollständig Prinzessin Mathilde, der Cousine Napoleons III., gewidmet.

### Musée de l’Impératrice
In fünf Räumen mit Vitrinen befindet sich eine Ausstellung zur ehemaligen Kaiserin Eugénie de Montijo. Die Exponate stammen vornehmlich aus der Sammlung des Ehepaars Ferrand, das sie 1951 der Stadt vermachte. Darunter befinden sich viele Stücke aus dem Besitz der Kaiserin aus der Zeit ihres englischen Exils, aber auch Andenken an ihren in Afrika gefallenen Sohn.

### Musée national de la Voiture

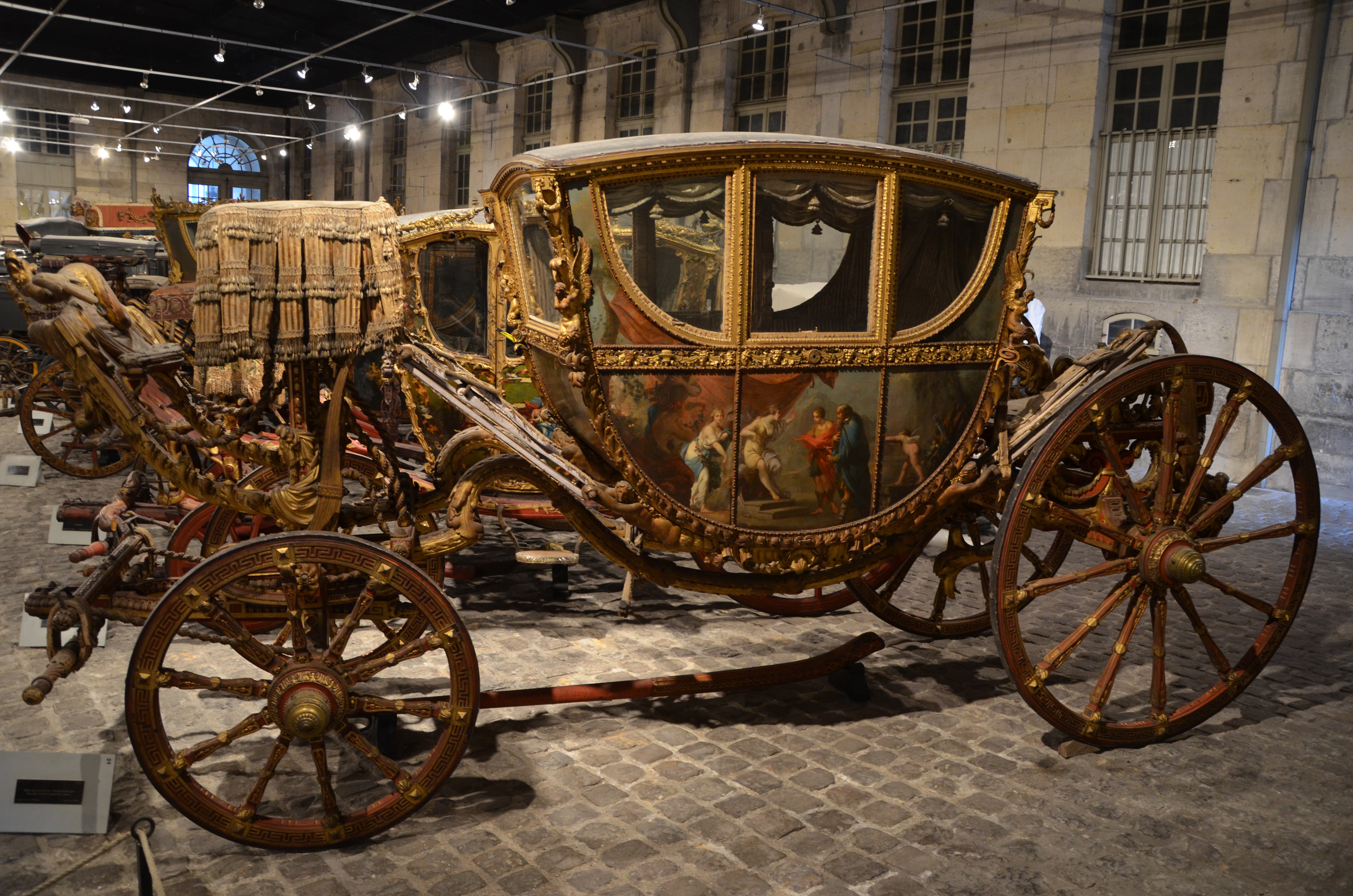
Berline der italienischen Familie Tanara im Musée national de la Voiture (Ende 18. Jahrhundert)

Auf Initiative des Touring Club de France wurde 1927 auf zwei Etagen im einstigen Küchenflügel, im Küchenhof sowie in den beiden ihn nördlich und südlich begrenzenden Gebäudeflügeln ein Museum zu jeglicher Art von Fortbewegungsmitteln und ihrer Entwicklung eröffnet. Zu den Exponaten zählen zahlreiche Zweiräder wie zum Beispiel eine Draisine von 1817 sowie ein Veloziped von Pierre Michaux aus dem Jahr 1861. Im überdachten Küchenhof ist eine große Sammlung an Kutschen (Berlinen, Coupés, Kaleschen) zu sehen, die vor allem Geschenke adliger Familien, zum Beispiel der Cossé-Brissacs, der La Rochefoucaulds und des Hauses Orléans-Braganza, an das Museum waren oder aus der Kutschensammlung des Musée de Cluny stammten. Dem Besucher werden unter anderem die Reisekutsche des spanischen Königs aus der Zeit um 1740 und eine Berline präsentiert, die der französische Präsident Félix Faure für den Empfang der Zaren 1896 bauen ließ. Ein weiterer Teil der Ausstellung beschäftigt sich mit dem Automobil und seiner Geschichte. Zu sehen sind unter anderem die Mancelle von Amédée Bollée aus dem Jahr 1878, ein Exemplar des ersten französischen Automobils mit Daimler-Vier-Takt-Motor, dem legendären P2D von Panhard & Levassor von Juni 1891, und das La Jamais Contente von Camille Jenatzy, ein über 100 km/h schneller Elektro-Rekordwagen aus dem Jahr 1899. Weitere Besonderheiten der Sammlung sind ein Halbkettenfahrzeug der Firma Citroën, das bei einer Afrika-Expedition im Jahr 1927 zum Einsatz kam, und ein Wagen der Firma Delahaye, welcher der Herzogin von Uzès, Marie-Thérèse d’Albert de Luynes, gehörte. Sie war 1898 die erste Frau in Frankreich, die selbst ein Auto steuerte. Mit seinen über 130 verschiedenen Fortbewegungsmitteln aus dem 18. und 19. Jahrhundert und den rund 30 Automobilen zählt das Museum zu den fünf wichtigsten Sammlungen dieser Art in Europa.

### Hauptliteratur
- Philip Jodidio (Hrsg.): Compiègne (= Connaissance des Arts. Sonderausgabe) Paris 1991, ISSN 2102-5371.
- Denis Kilian (Hrsg.): Musées nationaux du château de Compiègne. Guide des collections. Artlys, Versailles 2010, ISBN 978-2-85495-318-3.
- Jean-Claude Malsy: Compiègne. Le château, le forêt. Nouvelles Éditions Latines, Paris [1973], S. 2–7, 18–23.
- Jean-Marie Moulin: Guide du musée national du château de Compiègne. Réunion des musées nationaux, Paris 1992, ISBN 2-7118-2737-2.
- Jean-Marie Moulin: Le Château de Compiègne. Réunion des musées nationaux, Paris 1987, ISBN 2-7118-2100-5.
- Pierre Quentin-Bauchart: Les chroniques du château de Compiègne. Roger, Paris 1911 (Digitalisat).
- Cathrin Rummel: Frankreichs schönste Schlösser und Burgen. Travel House Media, München 2012, ISBN 978-3-8342-8944-5, S. 51–59.
- Emmanuel Starky: Compiègne royal et impérial. Le palais de Compiègne et son domaine. Grand Palais, Paris 2011, ISBN 978-2-7118-5585-8.
- Emmanuel Starky (Hrsg.): Le Palais impérial de Compiègne. Musées et Monuments de France, Paris 2008, ISBN 978-2-7118-5483-7.
- Jean Vatout: Le château de Compiègne. Son histoire et sa description. Didier, Paris 1852 (Digitalisat).
- Compiègne. Les musées nationaux. In: Revue des Musées de France, Revue du Louvre. Nr. 5, 2012, ISSN 1962-4271, S. 65–99.
- Compiègne, Pierrefonds. Michelin & Cie., Clermont-Ferrand 1921, S. 2–34 (Digitalisat).

### Weiterführende Literatur
- Stéphane Castelluccio: Royales impériales. In: Revue de l’Art. Nr. 119, 1998, ISSN 1953-812X, S. 43–55, doi:10.3406/rvart.1998.348375.
- Jean-Denys Devauges: Le Parc du château de Compiègne. Evolution de Louis XIV à Napoléon Ier. In: Annales historiques compiégnoises. Nr. 29/30, 1985, ISSN 0753-0633, S. 2–12 (Digitalisat).
- Jean-Denys Devauges: Troi siècles d’art des jardins au château de Compiègne. In: Bulletin de liaisons de la Direction régionale des affaires culturelles de Picardie. 1986, ISSN 0766-2599, S. 13–68.
- Jean Dumont: Les aménagements du Palais de Compiègne sous le Premier Empire. In: Revue du Souvenir Napoléonien. Nr. 300, Juli 1978, ISSN 1270-1785, S. 4–6 (online).
- Jean-Marie Moulin: La Cour à Compiègne sous le Second Empire. In: Revue du Souvenir Napoléonien. Nr. 300, Juli 1978, ISSN 1270-1785, S. 17–23 (online).
- Les collections et politiques d’acquisition de Compiègne. In: Revue des Musées de France, Revue du Louvre. Nr. 4, 2012, ISSN 1962-4271, S. 48–90.